# Independència de l'Argentina

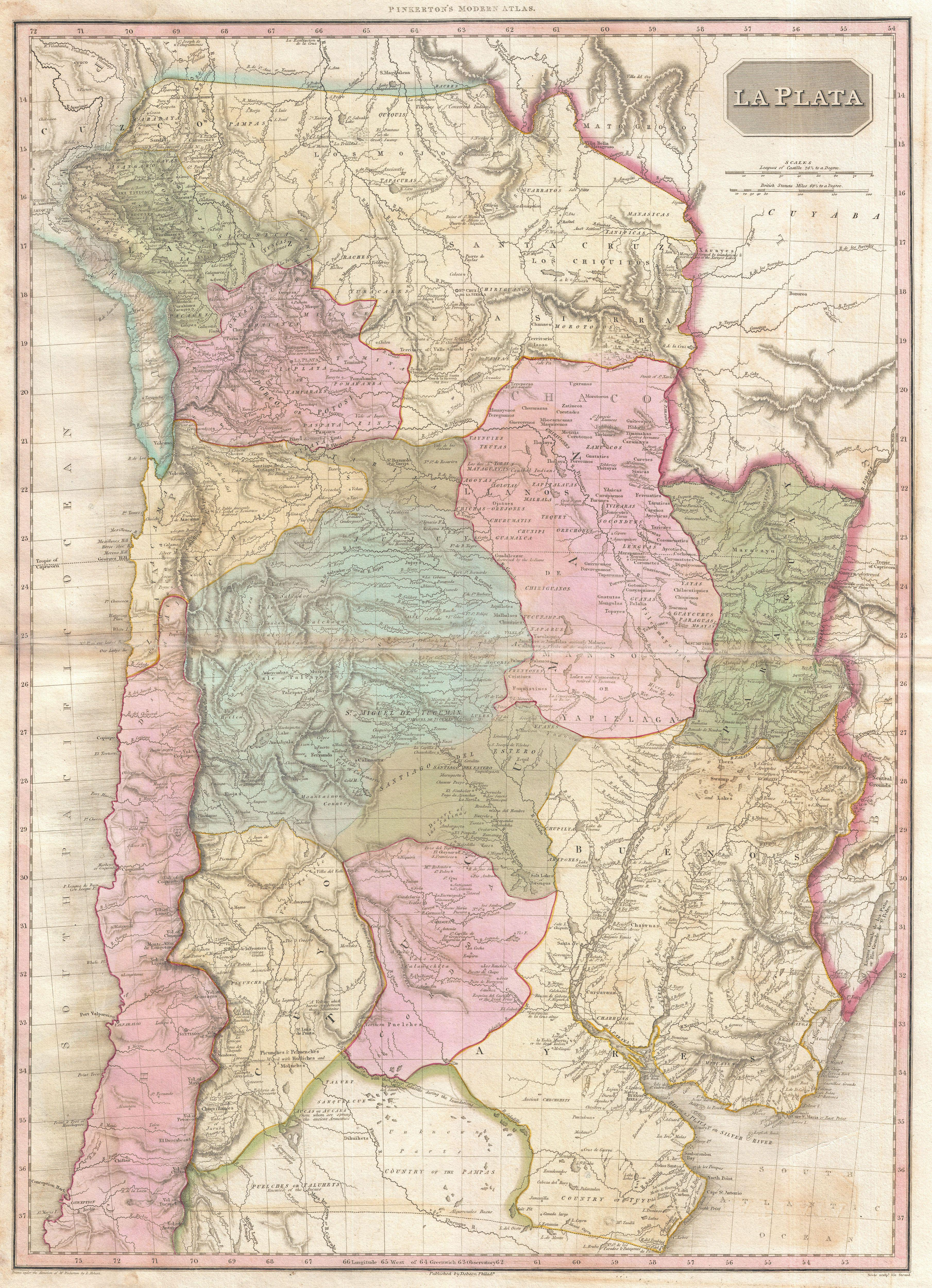
El Con Sud, en un mapa publicat el 1818. La divisió territorial correspon a l'any 1814

En la història de l'Argentina es coneix com a Període de la Independència el transcorregut entre la Revolució de Maig de 1810 i l'Anarquia de l'Any XX que va dissoldre totes les autoritats nacionals, l'any 1820.
Durant aquest període, les Províncies Unides del Riu de la Plata (nom inicial de l'actual República Argentina) van iniciar la seva existència com a país sobirà, la van sostenir amb èxit per mitjà d'una perllongada Guerra d'Independència i van declarar la seva independència. Però també durant aquest període van fracassar en donar-se un govern central i una constitució que fossin acceptats per totes les seves províncies de forma permanent.
Va ser també durant aquest període que diversos territoris que havien format part del Virregnat del Riu de la Plata es van separar definitivament de l'Argentina; el Paraguai, per haver sostingut el seu propi procés independentista; l'Alto Perú, per continuar sota poder espanyol, del que més tard s'independitzaria com a República de Bolívia; i la Banda Oriental, per haver caigut sota el poder de Portugal, que l'heretaria al Brasil, del qual s'independitzaria com a República Oriental de l'Uruguai.
L'inici del període s'estableix entre el 25 de maig de 1810, data de la creació del primer govern de les Províncies Unides, i el final l'11 de febrer de 1820, dia en què va renunciar l'últim director suprem, José Rondeau, i es va dissoldre el Congrés Nacional.

## El Virregnat en crisis
Al llarg del segle xviii, els canvis polítics posats en pràctica per la Casa de Borbó que va reemplaçar a la Casa d'Àustria a partir del 16 de novembre de 1700 l'Imperi Espanyol van transformar les dependències americanes, fins llavors «regnes» relativament autònoms, en colònies enterament dependents de decisions preses a Espanya en benefici de ella. Entre aquestes mesures es va explicar la fundació del Virregnat del Río de la Plata el 1777, que va reunir territoris dependents fins llavors al Virregnat del Perú, i va donar una importància singular a la seva capital, la ciutat de Buenos Aires, que havia tingut escassa importància fins a aquest moment.

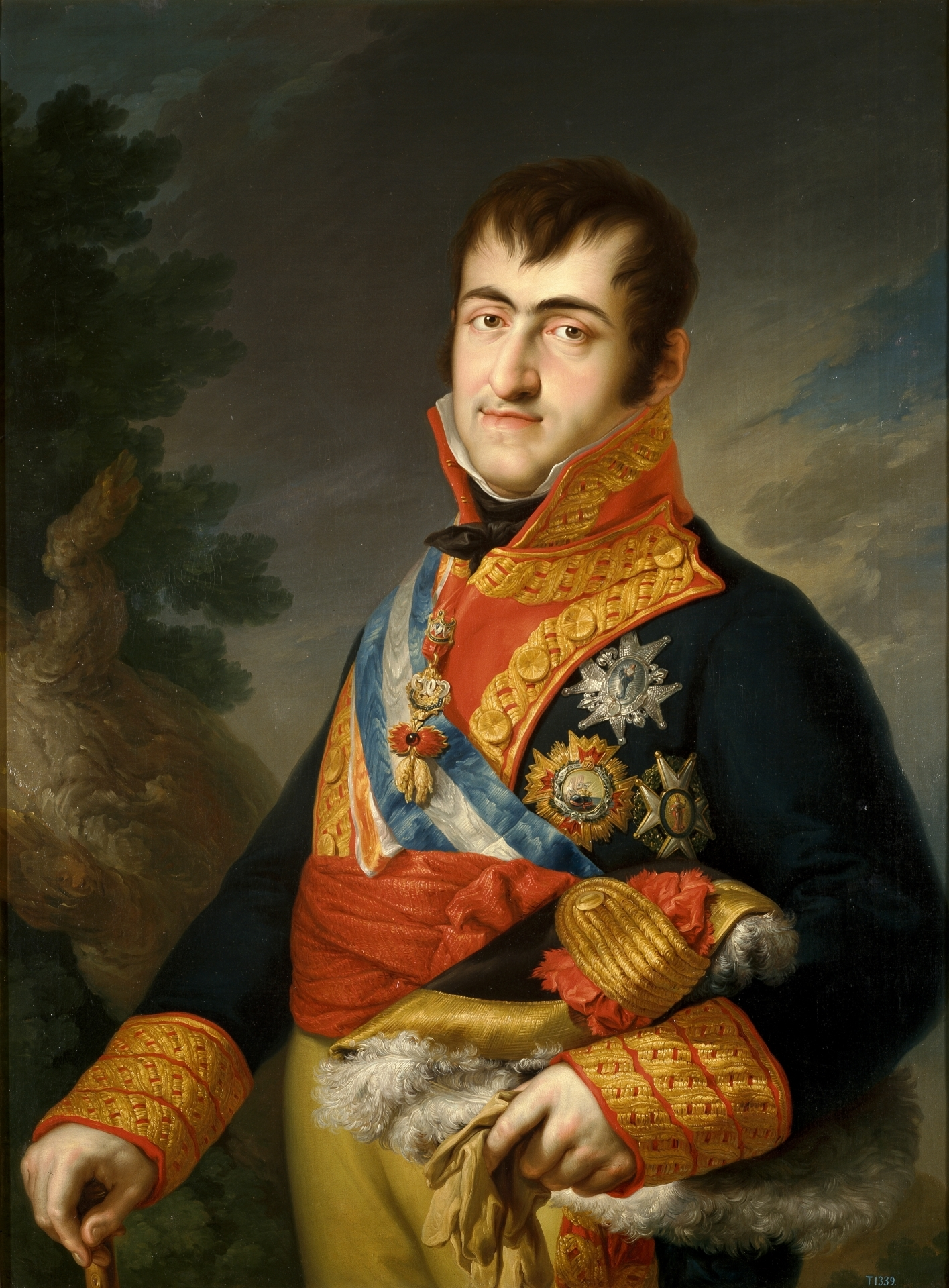
L'empresonament del rei Ferran VII va generar un buit de poder que va desencadenar processos independentistes a gairebé tot l'Imperi Espanyol

El 25 de juny de 1806 es va iniciar les invasions angleses, quan una força de mil sis cents anglesos va desembarcar en les costes de Quilmes i l'endemà passat van ocupar Buenos Aires. El virrei Rafael de Sobremonte es va retirar cap a l'interior del país a organitzar tropes per a la reconquesta, però a Buenos Aires el gest va ser interpretat com una fugida. Quan el 12 d'agost una força composta per milicians criolls i un exèrcit regular van acorralar i van vèncer als anglesos, el virrei va ser suspès de les seves funcions militars i se li va impedir tornar a la capital.
Davant la imminència d'una nova invasió, el coronel Santiago de Liniers (a càrrec de l'exèrcit) va organitzar i va ensinistrar una nodrida força de milícies. El 3 de febrer de l'any següent, la ciutat de Montevideo va ser ocupada pels anglesos, augmentant el descrèdit de Sobremonte; un cabildo obert el va deposar i va ser reemplaçat per Liniers. Era la primera vegada en la història colonial espanyola que un virrei (representant directe del rei d'Espanya) era deposat pel poble.
El 28 de juny, 9000 britànics van desembarcar prop de Buenos Aires. Les milícies portenyes van ser incapaces d'impedir el seu avanç a camp obert, però van aconseguir destruir l'exèrcit invasor dins de la ciutat; els invasors van capitular el 7 de juliol, abandonant poc després el Riu de la Plata.
Les invasions angleses van manifestar l'èxit de la població local en la defensa de les seves colònies, una cosa que havia fracassat la metròpoli. El virrei Liniers va ser confirmat en el càrrec pel Rei, amb el que (a ulls dels portenys) confirmava el seu dret a deposar les autoritats. Durant els tres anys següents, tant Liniers com el seu successor, Baltasar Hidalgo de Cisneros, es veurien obligats a negociar successivament amb els caps de les milícies, amb els comerciants i amb el cabildo de Buenos Aires les polítiques que aplicaven. El primer dia de 1809, els espanyols peninsulars van voler imposar una Junta de Govern que els reposés al centre del sistema social i polític, qüestionat a partir de les invasions angleses; el seu fracàs va confirmar la preeminència política dels espanyols americans.
El 1808, l'exèrcit francès de Napoleó Bonaparte va iniciar la invasió a Espanya, i el rei Ferran VII va ser arrestat i reemplaçat per José Bonaparte. Tot i la reacció del poble espanyol, que va erigir una Junta Suprema Central de Govern i durant un any i mig va aconseguir detenir l'avanç de l'exèrcit invasor, a principis de 1810 la major part de la península Ibèrica havia caigut en mans franceses.
Un grup de criolls va adherir a les pretensions de la infanta Carlota Joaquima de Borbó (esposa del príncep regent de Portugal i instal·lada a Río de Janeiro) que pretenia governar el Riu de la Plata en nom del seu germà Ferran. El partit carlotista no va tenir extensió suficient per assolir els seus objectius. El setembre del 1808 es va crear una junta de govern local a Montevideo, que va rebutjar l'autoritat de Liniers, però la mateixa es va dissoldre a l'arribada de Cisneros.
Gran Bretanya va passar d'enemic a principal aliat dels espanyols durant la guerra contra Napoleó. Per conservar aquesta aliança, el virrei Cisneros (nomenat per la Junta Central) va cedir el 1809 a la pressió dels comerciants locals i va decretar el lliure comerç, del qual aquest país seria el principal beneficiari.
En 1809 van ocórrer dues revolucions a l'Alto Perú (l'actual Bolívia) dependent del Virregnat del Riu de la Plata; el 25 de maig va esclatar la Revolució de Chuquisaca i el 16 de juliol una altra a La Paz, formant-se dues juntes de govern. La primera va ser dissolta sense combatre per un exèrcit enviat des de Buenos Aires, mentre la segona va ser cruelment aixafada per tropes enviades des del Perú, que van executar als seus capitosts a principis de 1810.

## La Revolució de Maig i la Junta

### La Setmana de Maig

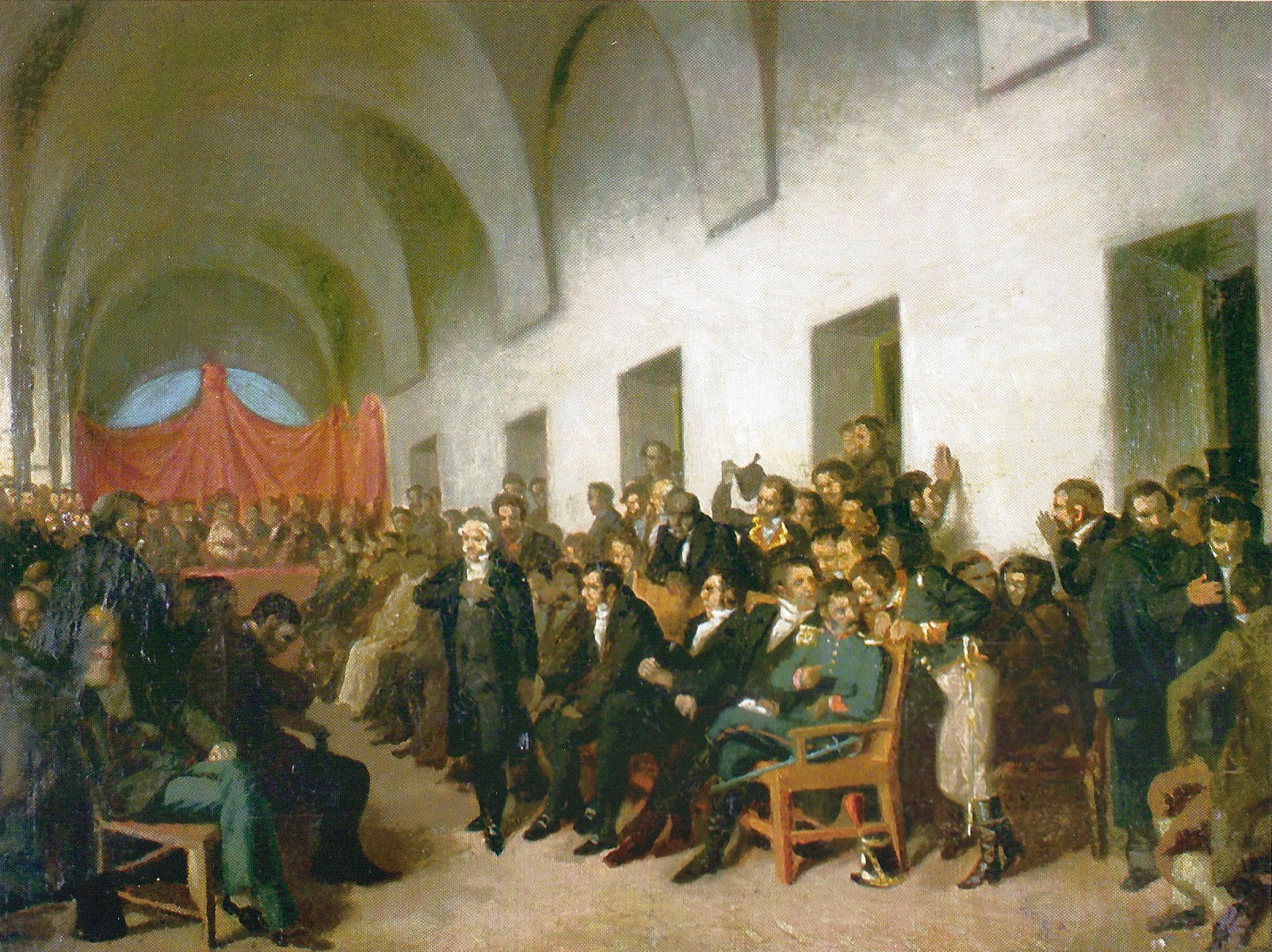
El Cabildo obert (22 de maig de 1810), oli realitzat per Pedro Subercaseaux per encàrrec d'Adolfo Pedro Carranza que representa l'inici de la Revolució de Maig a l'Argentina. Mostra l'instant en què Juan José Paso es dirigeix a una respectuosa audiència. La presència de l'església és important; el bisbe Benito Lué (amb catifa vermella) i tres ordres. Darrere de Paso està Juan José Castelli. A la dreta, assegut en actitud pensativa, Mariano Moreno apareix com aïllat de la resta

El 14 de maig de 1810 va arribar a Buenos Aires una goleta anglesa, que portava diaris comunicant la notícia de la completa derrota militar espanyola i de la dissolució de la Junta Central. Els grups polítics actius van interpretar que (caducada l'autoritat que havia nomenat a Cisneros) aquest ja no representava a ningú i el govern hauria de ser administrat pels seus veïns.
No obstant això les causes de la revolució són més profundes i anteriors. Entre aquestes es troben la debilitat i el desprestigi de la monarquia, la permanent preferència pels peninsulars sobre els criolls per a tots els càrrecs públics, el monopoli comercial d'Espanya, la força que havien demostrat posseir després de les Invasions Angleses, i la influència ideològica de la Il·lustració i la Revolució francesa.
Els líders del partit carlotista es van reunir amb Cornelio Saavedra, cap del Regiment de Patricis, en les que van decidir demanar un cabildo obert al virrei; aquest es va reunir amb els caps militars, que es van negar a donar-li suport, de manera que va convocar un cabildo obert per al dia 22.
La reunió del cabildo obert va ser controlada pels grups contraris als peninsulars, que van assegurar la superioritat numèrica sobre aquests. Allà es va consultar als assistents si Cisneros havia de continuar en el comandament, i en qui hauria aquest recaure en cas de resposta negativa. Les posicions revolucionàries van ser sostingudes per Juan José Castelli i Juan José Paso, que sostenien la teoria de la retroversió de la sobirania, que reconeixia que, desaparegut el legítim monarca, el poder tornava al poble i aquest tenia dret a formar un nou govern. A elles es va oposar l'opinió del bisbe Benito Lué, que s'oposava a tota innovació, i el fiscal Manuel Villota, que va objectar que no podia una sola ciutat canviar l'autoritat de tot el Virregnat. Al moment de votar, va prevaler el vot de Saavedra, que sostenia que el govern havia de ser assumit per una autoritat nomenada pel Cabildo de Buenos Aires, i en la qual afegia:
| « | i no queda dubte que el poble és el que confereix l'autoritat o comandament. | » |

Anunciada al poble el cessament de l'autoritat del virrei, el Cabildo va crear una Junta Provisional Gubernativa, formada per dirigents de posicions revolucionàries i presidida per Cisneros, que va jurar el dia 24. Els revolucionaris es van negar a acceptar aquesta junta, de manera que dos dels seus membres (Saavedra i Castelli) van renunciar a aquesta.
El dia 25 de maig es va produir una mobilització popular, que va pressionar al Cabildo; una diputació es va presentar davant aquest per requerir la formació d'una nova junta, al que el Cabildo va respondre que no tractaria cap petició que no es fes per escrit. Hores més tard, la diputació va presentar el document anomenat Petició del Poble, signada per «veïns, comandants i oficials» en nom del poble, exigint la formació d'una junta de govern (els integrants estaven llistats a la petició) i l'enviament de una expedició de cinc-cents homes per auxiliar a les províncies de l'interior.
El Cabildo va exigir la ratificació de la comanda per part del poble reunit a la plaça, però davant l'amenaça dels revolucionaris de recórrer a les armes, van acabar per cedir i (confirmant els noms exigits) nomenar una «Junta Provisional Governativa de les Províncies del Riu de la Plata a nom del Senyor Don Ferran VII», que la tradició recorda com la «Primera Junta».

### La Primera Junta
A la tarda del mateix dia 25 de maig 1810 va prestar jurament la «Junta Provisional Governativa», integrada per:
| President  |  | Cornelio Saavedra (1759-1829)          | Comandant del Regiment de Patricis |
| Vocals     |  | Juan José Castelli (1764-1812)         | Advocat                            |
| Vocals     |  | Manuel Belgrano (1770-1820)            | Advocat                            |
| Vocals     |  | Miguel de Azcuénaga (1754-1833)        | Militar (coronel)                  |
| Vocals     |  | Manuel Máximiliano Alberti (1763-1811) | Sacerdot                           |
| Vocals     |  | Domènec Matheu i Xicola (1765-1831)    | Comerciant                         |
| Vocals     |  | Joan Larreu i Espeso (1782-1847)       | Comerciant                         |
| Secretaris |  | Juan José Paso (1758-1833)             | Advocat                            |
| Secretaris |  | Mariano Moreno (1778-1811)             | Advocat                            |

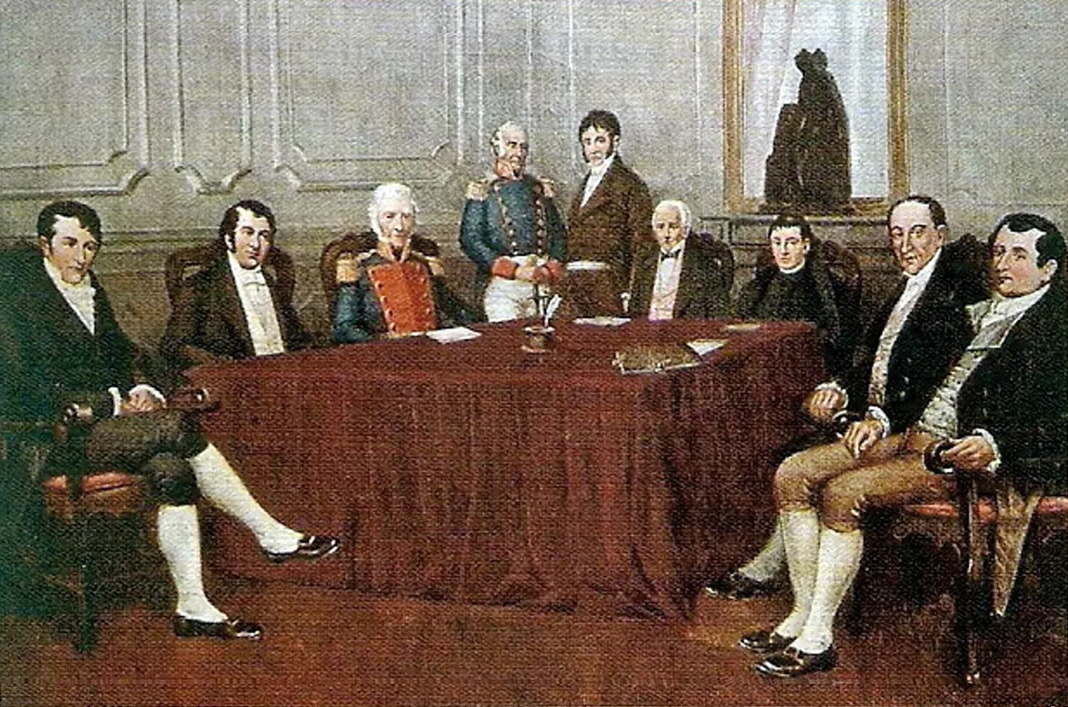
La Primera Junta

La seva formació va marcar el començament de l'exercici del poder per part dels criolls, prescindint de les autoritats existents a Espanya. Momentàniament no es posava en qüestió l'autoritat del Rei, la sobirania es considerava suspesa per la seva presó, però no anul·lada; això es devia al fet que els revolucionaris estaven dividits entre monàrquics sincers i independentistes que van preferir ocultar les seves intencions sota l'anomenada «Màscara de Ferran VII», que no creien tornés al tron per molt temps.
El 28 de maig, la Junta va dictar el seu propi reglament; el dia anterior havia enviat una circular a les ciutats de l'interior, sol·licitant la designació de representants; malgrat que s'havia acordat unir-los a un Congrés, la invitació afirmava que, a la seva arribada, els diputats s'incorporarien a la Junta.
Les milícies van ser transformades en regiments regulars, donant origen a l'exèrcit de la revolució.
La resta de l'organització virreinal va seguir intacta; audiències, governadors, intendents i cabildos locals romanien en les seves funcions. La Junta els va exigir jurament d'obediència, que va ser realitzat sota protesta. A Buenos Aires els principals nuclis d'oposició van ser l'Audiència, el Cabildo i l'ex-virrey. Aquest últim es va comunicar secretament amb grups contrarevolucionaris a l'interior, de manera que al mes de juny els membres de l'Audiència i l'exvirrei van ser arrestats i embarcats secretament cap a Espanya. El cabildo també es va mostrar reticent a col·laborar amb la Junta, per la qual aquesta va decidir, al mes d'octubre, reemplaçar als seus membres per altres completament addictes.
Entre les seves mesures va estar la de crear la Gazeta de Buenos Ayres, un diari a través del qual es va realitzar propaganda política, en la qual va sobresortir el secretari Moreno. Aquest va ser l'inspirador de moltes de les mesures de govern, com la fundació de la Biblioteca Pública i l'Escola Militar de Matemàtica, i l'establiment d'un pla general de govern, conegut com el Pla d'operacions.

### La Revolució en les Províncies
| Intendència de Buenos Aires | El reconeixement de la Junta es va fer ràpidament a la Província de Santa Fe, Concepción del Uruguay, Gualeguay, Gualeguaychú, i la Província de Corrientes. Les autoritats de Corrientes es van adherir a la Primera Junta. |  |
| Intendència de Córdoba del Tucumán \| \| Córdoba, capital d'intendència i punt clau de les comunicacions amb l'Alt Perú i Xile, va ser centre de la reacció contrarevolucionària organitzada pel governador intendent, el bisbe i l'ex-virrey Liniers. No obstant això, el poble no els va recolzar; davant l'avanç de les forces revolucionàries, els contrarevolucionaris es van dispersar i els seus líders van ser executats. Encara abans de conèixer-se els successos de Córdoba, La Rioja havia decidit reconèixer la Junta. Les ciutats de Mendoza, San Juan i San Luis també van reconèixer a la Junta. A la primera d'elles, però, va ser necessari vèncer l'oposició d'alguns caps militars i civils, que van endarrerir el reconeixement unes setmanes. | |  |
| Intendència de Salta del Tucumán | A Salta es disposaven a acatar a la Junta, però la rebel·lió de l'Alto Perú va enfortir al grup contrarevolucionari. Finalment, el governador-intendent Feliciano Chiclana es va fer càrrec de la situació amb suport de l'exèrcit revolucionari. El cabildo de Tarija va ser un dels primers a adherir a la Revolució de Maig. La situació de Tarija i San Salvador de Jujuy era compromesa per la por de la intervenció de les forces de l'Alto Perú; però va prestar la seva adhesió a la Junta en saber de l'avanç de les forces revolucionàries. Catamarca, San Miguel de Tucuman i Santiago del Estero van reconèixer a la Junta, encara que en aquesta última es van despertar algunes tensions entre partits locals. |  |
| Alto Perú | A Potosí, Cochabamba, La Paz i Chuquisaca, els cabildos no van arribar a pronunciar-se, ja que les autoritats civils i militars ho van impedir, rebutjant les pretensions de la Junta de Buenos Aires. |  |
| Intendència del Paraguay, Misiones i la Banda Oriental \| \| Asunción del Paraguay i Montevideo van desconèixer l'autoritat de la Junta Governativa, reconeixent el Consell de Regència establert a Cadis, i van estendre el seu poder, respectivament, per tot el seu territori d'influència, arribant fins Corrientes i l'est de l'actual província d'Entre Ríos. Per la seva banda, el cabildo de Yapeyú va reconèixer a la Junta en nom de les Missions jesuítiques guaranís. | |  |

### La Guerra d'Independència

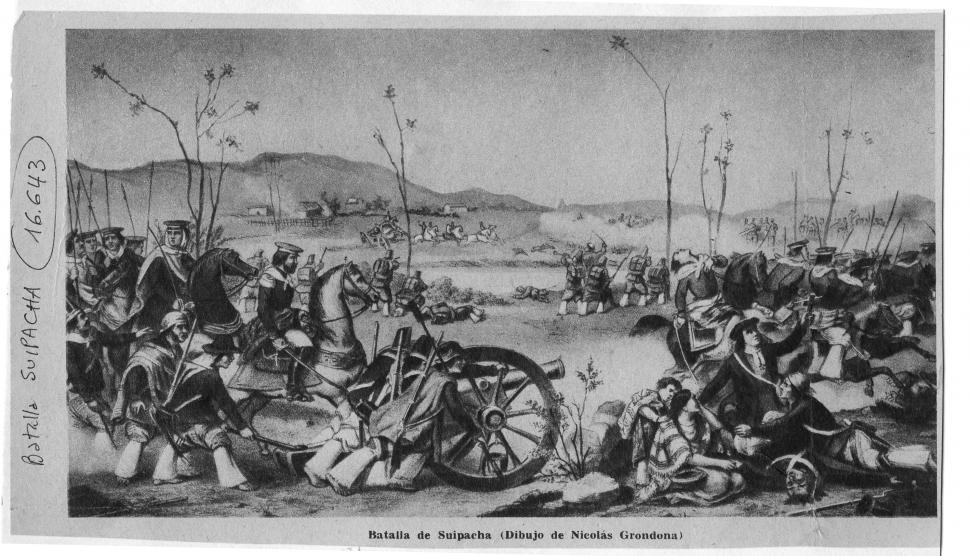
La batalla de Suipacha, 7 de novembre de 1810, va ser primera victòria de l'Exèrcit Argentí

El dia 29 de maig, la Junta va ordenar una reorganització general de les forces de la capital i es va establir una rigorosa lleva de dropos i desocupats per cobrir les vacants. En definitiva, els primers exèrcits de què van disposar els governs rioplatencs es van originar a les milícies urbanes de Buenos Aires. Si bé la tropa era nombrosa, no tenia una altra experiència que les Invasions Angleses, i els seus oficials eren tan inexperts com els soldats. Els primers comandants van ser oficials de graduació inferior, o civils amb mèrits que no estaven relacionats amb la capacitat militar sinó amb els seus vincles polítics i el seu carisma personal.
Davant el perill de la Contrarevolución de Córdoba i a l'Alto Perú, la Junta va enviar una Expedició Auxiliadora a l'Interior; els caps revolucionaris de Córdoba van ser executats. L'Exèrcit auxilar va continuar el seu camí, transformant-se en l'anomenat Exèrcit del Nord i aconseguint el 7 de novembre una victòria clau en la batalla de Suipacha, la qual (al costat de la revolució de Cochabamba) van permetre l'ocupació de tot l'Alto Perú. Els caps realistes d'aquesta regió també van ser executats.
El 26 de setembre va partir cap al Paraguai una segona expedició, al comandament de Manuel Belgrano, amb l'esperança que els paraguaians s'unissin espontàniament a la Revolució. Malgrat que l'expedició va fracassar, va servir d'estímul per a l'esclat de la Revolució de Maig de 1811 a Asunción, que va iniciar el procés d'independència del Paraguai.
L'esquadra espanyola apostada a Montevideo va bloquejar el port de Buenos Aires al setembre de 1810, però la pressió de l'esquadra britànica va anul·lar l'efecte d'aquesta mesura. La Junta va organitzar una esquadra naval, que va posar al comandament de Juan Bautista Azopardo, a la qual va enviar en suport de Belgrano; la mateixa va ser completament destruïda en el Combat de San Nicolás, demostrant la perillositat de l'esquadra apostada a Montevideo. En efecte, no només l'esquadra reialista va demostrar estar en condicions de llançar atacs sobre qualsevol punt de la costa del riu Paraná, sinó que a més els reialistes de Montevideo van aconseguir ocupar les dues ribes del riu Uruguai i tota la Banda Oriental.
La situació en la Banda Oriental va canviar a partir del Crit d'Asencio i l'assumpció del comandament dels revolucionaris locals per part de José Gervasio Artigas; aquest va aconseguir una victòria completa a la batalla de Las Piedras i va posar setge a Montevideo. La ciutat va resistir amb èxit, principalment gràcies a la seva esquadra, que la aprovisionava per via fluvial.

### De la Primera Junta a la Junta Gran

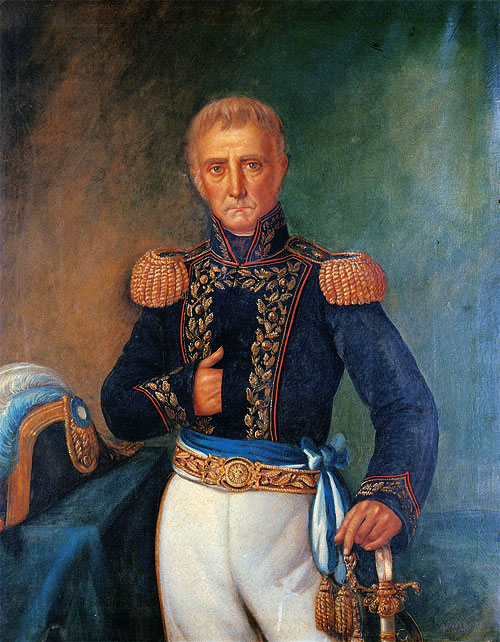
Cornelio Saavedra, president de la Primera Junta i de la Junta Gran

A mesura que la revolució es consolidava, Mariano Moreno adoptava mesures cada vegada més radicals, arribant a sostenir una postura jacobina; durant un temps va convèncer de seguir aquest rumb a la resta de la Junta, però amb el pas del temps va prevaler una postura més moderada, sostinguda pel president Saavedra. A mesura que arribaven els diputats de les províncies de l'interior, Moreno va observar que aquests eren partidaris de postures moderades, de manera que va considerar perillós permetre'ls incorporar-se a la Junta, tal com se'ls havia promès en la comunicació del 27 de maig. D'altra banda, atès que la Junta adoptava mesures que corresponien a un Poder Executiu, va pensar a crear un Poder Legislatiu i constituent amb els diputats de les províncies. Finalment, afirmava que augmentar el nombre d'integrants de l'executiu atemptaria contra la unitat de criteri i la rapidesa de la presa de decisions.
Un conflicte entre Saavedra i Moreno, iniciat pel segon en proposar la supressió de tota diferència entre els vocals i el president, va determinar la ruptura ens els seguidors de tots dos. Saavedra va donar suport aquesta mesura i tot seguit va reunir els diputats de l'interior, per a resoldre entre tots si els mateixos havien o no incorporar-se al govern. Després d'un intercanvi d'opinions, la qüestió es va decidir per mitjà d'una votació; amb excepció del secretari Juan José Paso, els altres presents (fins i tot el propi Moreno, que havia opinat el contrari) van aprovar la incorporació dels diputats de l'interior.
Moreno va presentar la seva renúncia, però aquesta no va ser acceptada. Va sol·licitar llavors una missió a l'exterior, que li va ser concedida. Moriria en alta mar unes setmanes més tard.
Integrats els diputats el 18 de desembre, la Junta va conservar el seu nom i funcions, tot i que la tradició ha considerat que va ser un altre govern, conegut amb el nom de Junta Grande (Junta Gran).
La direcció política de la Junta va ser exercida principalment pel degà Gregorio Funes. Entre les seves mesures més important va estar la creació de juntes de govern provincials.
Els grups partidaris de Moreno van acusar el govern de lentitud en les seves decisions, i van projectar tornar en prendre el control del govern. Reunits en l'anomenada Societat Patriòtica, van difondre proclames contràries al govern i van preparar l'elecció de nous diputats portenys, per contrarestar la preeminència provinciana.
El 5 d'abril de 1811, una manifestació de les classes mitjanes i baixes de Buenos Aires va forçar a la Junta a expulsar els diputats morenistes, i va elevar a Joaquín Campana al càrrec de secretari que havia ocupat Moreno. Des d'aquest lloc, Campana va tirar endavant mesures més radicals que les promogudes per Funes, com ara la persecució sistemàtica dels espanyols peninsulars, però també va disminuir la dependència del govern de la pressió exercida per la Gran Bretanya.

### Derrota militar i transformació del govern
A l'Alto Perú la situació semblava consolidada, però l'Exèrcit va fracassar a estendre la seva acció revolucionària al Virregnat del Perú, a més de signar-se un armistici que va donar avantatges a l'Exèrcit Reial del Perú; aquest va contraatacar, aconseguint una victòria clau en la batalla d'Huaqui, del 20 de juny de 1811, i en pocs mesos van recuperar tota la regió. Els revolucionaris van haver de retirar-se fins a Jujuy.
El 15 de juliol, l'esquadra espanyola va bombardejar la costa de Buenos Aires, i encara que no va causar danys materials va generar molta preocupació. Pocs dies després, forces portugueses van ocupar el nord de la Banda Oriental. La situació semblava insostenible, i la Junta va reaccionar iniciant negociacions amb el govern reialista de Montevideo.
A més de l'acumulació de derrotes en tots els fronts (al Paraguai, al Riu de la Plata, al Nord, i a la Banda Oriental), la Junta havia de fer front a l'oposició dels portenys a ser dirigits per provincians. En tenir notícies de la defecció del comandant de l'Exèrcit del Nord, Saavedra va partir cap a Jujuy, per fer-se càrrec d'aquest. Allunyat Saavedra, l'oposició del Cabildo porteny va augmentar de to, amb el que es va aconseguir l'expulsió i detenció de Campana. Faltant-li dos conductors, la Junta va ser pressionada per crear un poder executiu, conservant per a ella el poder legislatiu.
El 22 de setembre es va fundar un Suprem Govern, format per tres membres, que posteriorment seria conegut com el Primer Triumvirat.

## El Primer Triumvirat (1811-1812)

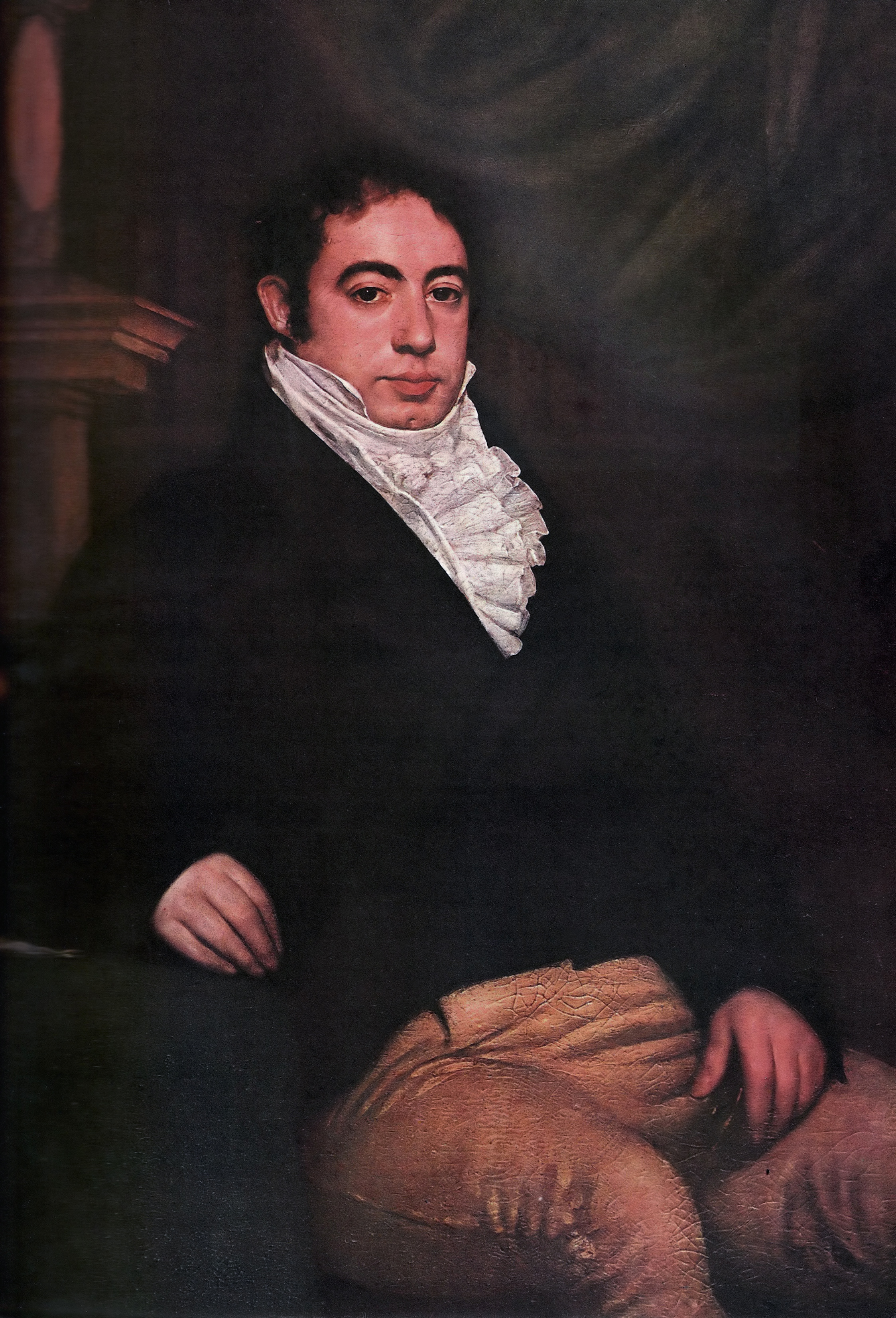
Encara que només va ser el seu secretari, Bernardino Rivadavia va ser l'ideòleg del Primer Triumvirat

El nou govern va assumir el 23 de setembre de 1811, integrat per Feliciano Chiclana, Juan José Passo i Manuel de Sarratea, amb Bernardino Rivadavia, José Julián Pérez i Nicolás Herrera com a secretaris. Va portar endavant una política molt més prudent pel que fa a la guerra, preferint les solucions diplomàtiques a les bèl·liques. Fins i tot va reforçar les mencions a la fidelitat a Ferran VII, que havien estat parcialment abandonades, i també va postergar la definició del tema de la independència i la Constitució. Quan el general Belgrano, va crear una bandera nacional, li va ordenar destruir-la i va amenaçar-lo amb sancionar-lo per això.
La Junta Gran, coneguda des de llavors com a Junta Conservadora, va elaborar un document per a establir la divisió de poders i les atribucions de cada poder, redactant el 22 d'octubre de 1811 un Reglament de divisió de poders. El Poder Executiu es delegava en el Triumvirat, que responia davant la Junta Conservadora. El Triumvirat va ignorar el Reglament Orgànic i ho va reemplaçar per un Estatut provisional, assumint la totalitat del govern. Poc després va esclatar el Motí de les Trenes, sagnantment reprimit, que va decidir el govern a dissoldre la Junta i expulsar els diputats provincials de la capital.
El Triumvirat va assumir la totalitat del govern sense consultar en absolut a les ciutats de l'interior; dissoldre les Juntes de govern provincials i va nomenar els seus governadors d'entre el seu cercle polític, organitzant un estat unitari i centralista. Però també arbitrari; va imposar una rígida censura i va ordenar la persecució dels seus enemics portenys, sobretot Saavedra i Campana. Si bé va reunir una Assemblea nacional, va triar als diputats portenys i a gran part dels de l'interior, sense consultar als seus respectius cabildos. Tot just reunida l'Assemblea, aquesta es va declarar «sobirana», la qual cosa va ser suficient perquè el govern la declarés dissolta.
Al mes de juliol es va descobrir una conspiració per a una reacció espanyolista, que va ser reprimida amb la presó de centenars de persones i l'afusellament de més de trenta persones després d'un judici sumaríssim i irregular, entre ells Martín de Álzaga, heroi de les Invasions Angleses, amb qui el secretari Rivadavia tenia greuges personals.
Durant el seu mandat, l'oposició es va organitzar al voltant de la Lògia Lautaro, una societat secreta amb objectius clarament independentistes, presidida per Carlos María de Alvear.

### La diplomàcia de la Revolució
L'endemà de instal·lada, la Junta va rebre al cap de l'estació naval en el Riu de la Plata, a qui se li va garantir la lleialtat al rei espanyol. Una carta a Lord Strangford, cònsol del Regne Unit a Rio de Janeiro, i una missió a Londres, a càrrec de Matías Irigoyen van ser els primers actes de la diplomàcia revolucionària. El seu resultat va deixar en clar la intenció de la Gran Bretanya d'ajudar els revolucionaris sense trencar amb Espanya, amb la qual tenia importants vinculacions econòmiques. Aquesta política seria mantinguda durant quinze anys. Els britànics van rebutjar el bloqueig espanyol de Buenos Aires i van continuar comerciant amb aquesta ciutat, però al mateix temps van pressionar perquè la Junta s'abstingués de declarar la independència.
També es van dur a terme negociacions que van portar a les aliances amb els processos revolucionaris dels altres països llatinoamericans; especialment important van ser les relacions amb Xile, que es van iniciar poques setmanes després d'iniciat el procés d'independència d'aquest país, amb dos proposta de tractats d'aliança i comerç, que no van ser signats. El1811, aquest país col·laboraria amb la guerra d'independència de Río de la Plata amb una Divisió Auxiliadora, gest que dos anys més tard seria retribuït amb l'enviament del Batalló d'Auxiliars Argentins a Xile.
També es van iniciar relacions diplomàtiques amb els Estats Units, que van enviar un cònsol a Buenos Aires; amb aquest país les relacions van ser essencialment comercials.
Les derrotes de l'any 1811 van obligar primerament a la Junta Gran i després al Primer Triumvirat a entaular relacions conciliadores, i fins i tot es va pretendre alguna forma d'avinença pacífica amb les autoritats espanyoles, a canvi d'una autonomia política limitada per al territori.
Belgrano va aconseguir la signatura d'un tractat amb el Paraguai, pel qual s'establia una confederació entre els dos governs; la intenció del dirigent paraguaià Gaspar Rodríguez de Francia de separar el Paraguai de l'obediència de Buenos Aires i la insistència dels governs portenys a sotmetre a les províncies a una dependència absoluta del govern central van imposar al Paraguai una política aïllacionista que el va mantenir al marge de la guerra per la independència. Més endavant, el Paraguai manifestaria cada vegada més clarament la seva negativa a formar part de les Províncies Unides, encara que no va declarar formalment la seva independència fins a tres dècades més tard.
Continuant les negociacions iniciades per la Junta, el Triumvirat va signar un armistici amb el govern de Montevideo, pel qual les tropes independentistes abandonaven la Banda Oriental i la meitat oriental d'Entre Ríos. Artigas va rebutjar l'acord i es va traslladar amb gran part de la població oriental de la costa occidental del riu Uruguai, episodi conegut com l'Èxode Oriental. Per un temps, la defensa de la Banda Oriental va quedar a càrrec de les partides irregulars comandades per Artigas; les pretensió del govern porteny de obligar-lo a sotmetre's a la seva autoritat va crear els primers frecs entre els orientals i portenys.

### La batalla de Tucumán i les seves conseqüències

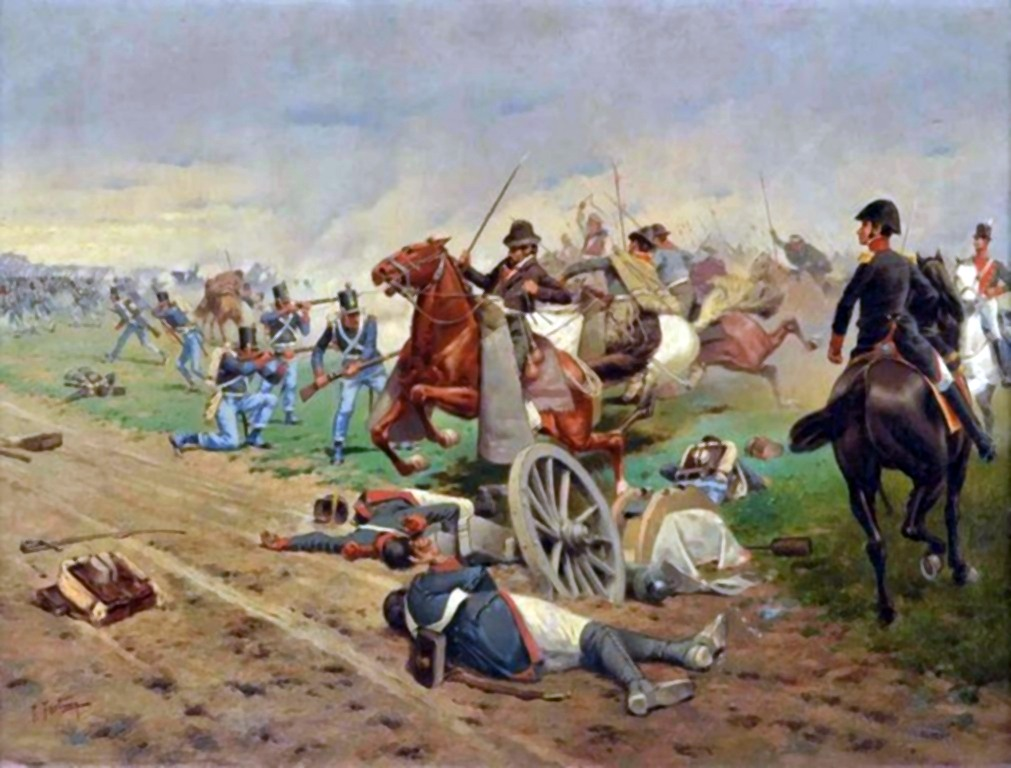
La batalla de Tucumán, 24 i 25 de setembre de 1812

No tot l'Alto Perú estava controlat pels reialistes; diferents grups guerrillers, coneguts amb el nom de Republiquetas, controlaven algunes regions del mateix, encara que de moment no controlaven ciutat alguna. No obstant això, després de conquistar les ciutats altoperuanes, un exèrcit reialista va envair el nord-oest de l'actual Argentina; el Triumvirat va ordenar al general Belgrano, cap de l'Exèrcit del Nord, retirar-se fins a Córdoba. Belgrano va iniciar la maniobra amb l'anomenat Èxode Jujeny; però, en arribar a la rodalia de San Miguel de Tucumán, va ser persuadit per la població local de presentar batalla. Desobeint les ordres rebudes, Belgrano va obtenir una important victòria a la batalla de Tucumán, forçant als invasors a retrocedir.
La notícia de la victòria de Tucumán (en opinió de molts historiadors, la més important de la guerra d'independència) va causar a Buenos Aires un enorme descrèdit per al govern que havia ordenat la retirada fins a Córdoba. Un cop d'estat protagonitzat pel coronel José de Sant Martín va enderrocar al Triumvirat i ho va reemplaçar per l'anomenat Segon Triumvirat, integrat per Nicolás Rodríguez Peña, Antonio Álvarez Jonte i Juan José Paso, que va assumir el 8 d'octubre de 1812.

## L'època de l'Assemblea
El Segon Triumvirat i el primer Directori van tenir una actitud més decidida en la defensa militar del jove estat i en la pretensió de reconstruir el Virregnat, i van enviar poderosos reforços tant a l'Exèrcit del Nord com a les tropes estacionades a la Banda Oriental.
La disposició més important del Triumvirat va ser la convocatòria a l'Assemblea General Constituent de 1813. També va enviar una missió a les províncies de l'Interior, que va canviar les autoritats de les ciutats i províncies, reemplaçant als funcionaris addictes al govern anterior o faccions autonomistes locals per altres, addictes a la Lògia Lautaro.

### L'Assemblea General Constituent

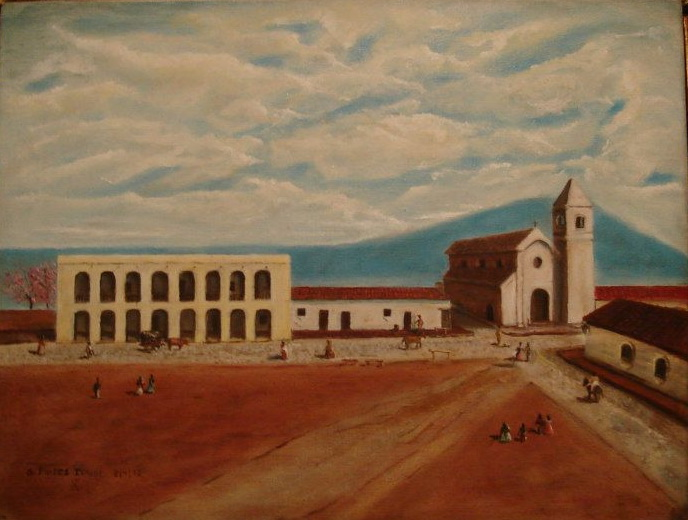
Cabildo i Església de Sant Francesc, Tucumán cap a 1812, durant el govern del General Manuel Belgrano (oli actual)

L'Assemblea es va formar per disposició del Segon Triumvirat, assumint l'exercici de la sobirania i la representació de les Províncies Unides del Riu de la Plata. Tant el període del Segon Triumvirat, com dels dos primers Directors Suprems, van estar signats per l'actuació de la Lògia Lautaro, que va dirigir la seva política interna, internacional i militar.
Es va desenvolupar una obra legislativa amb tendència a reafirmar la sobirania de l'Estat, prenent mesures com la substitució del segell reial i l'escut d'armes per un de propi; aprovar una única Marxa Nacional (l'actual Himne Nacional argentí) i va ordenar l'encunyació de monedes amb els símbols del nou Estat. D'altra banda, va prohibir l'ús de turments, va suprimir els títols de noblesa, va abolir el Tribunal de la Inquisició i va declarar la «llibertat de ventres», per la qual els fills d'esclaus passaven a ser lliures. També va reorganitzar el Poder Judicial i en la seva sessió del 27 de febrer de 1813 va aprovar l'Estatut del Suprem Poder Executiu, mitjançant el qual es va organitzar el Poder Executiu i es van fixar les seves facultats, reemplaçant en aquesta forma a l'Estatut Provisional de 1811.
Amb el pas del temps, la situació a Espanya es va anar revertint, fins que Ferran VII va tornar al tron espanyol. La política francament absolutista del rei comportava també una actitud més agressiva en contra dels estats independitzats de l'imperi, rebutjant qualsevol acord que no signifiqués una completa volta a l'anterior situació de dependència colonial absoluta.
L'Assemblea va haver d'afrontar divisions internes respecte a la nova situació. Una posició encapçalada per Alvear sostenia la necessitat de negociar amb Ferran VII; proposava postergar la declaració de la Independència i la definició de la forma de govern, i recolzaven el centralisme. Sant Martí liderava l'altra posició, proposava declarar la Independència, reorganitzar l'exèrcit i combatre els espanyols; era també centralista, però estava disposat a negociar amb els cabdills locals de les províncies.
Artigas, cabdill de la Banda Oriental, va organitzar un Congrés el 1813. En aquest es va decidir reconèixer a l'Assemblea i enviar sis diputats, amb instruccions específiques, que sostenien un projecte polític diferent al de Buenos Aires, regides pels principis d'Independència, federalisme i república (en el polític), i llibertat de comerç i igualtat de ports (en l'econòmic). Volien que el govern central estigués fora de Buenos Aires i que els governs locals conservessin el dret a la seva pròpia administració.
Els diputats orientals van ser rebutjats per no haver estat elegits en la forma establerta en el decret de convocatòria. Si bé la raó esgrimida era formalment correcta, generalment s'accepta que responia a diferències polítiques i a cert temor per la formació d'un bloc opositor als seguidors d'Alvear. A principis de l'any següent, aquestes desavinences portarien a les primeres guerres civils argentines.

### La guerra de 1813
El 20 d'octubre de 1812, l'exèrcit patriota va posar novament setge a Montevideo, i onze dies més tard van obtenir la victòria del Cerrito.
La ciutat assetjada va poder resistir a causa de la seva indiscutible superioritat naval i als reforços rebuts, però els seus defensors no tornarien a intentar defensar-se en terra. A principis de 1813, les forces d'Artigas es van sumar també al setge. Els reialistes van llançar successius atacs a la costa dels rius Uruguai i Paranà, que van saquejar impunement fins que una sonora victòria dels Granaders a cavall del coronel José de Sant Martín en el Combat de San Lorenzo, el 3 de febrer de 1813, els va inhibir per a noves incursions. Des de llavors, la ciutat va haver de proveir-se a si mateixa.
També al nord, l'any 1813 es va iniciar amb una ofensiva massiva. Després de jurar lleialtat a la Bandera a la vora del riu Juramento, l'Exèrcit del Nord a ordres de Belgrano va obtenir una completa victòria en la batalla de Salta, el dia 20 de febrer. Tot l'exèrcit enemic va caure en mans patriotes; amb la impossibilitat de controlar 3200 presoners, Belgrano els va posar en llibertat a canvi del jurament de no tornar a prendre les armes contra les Províncies Unides.

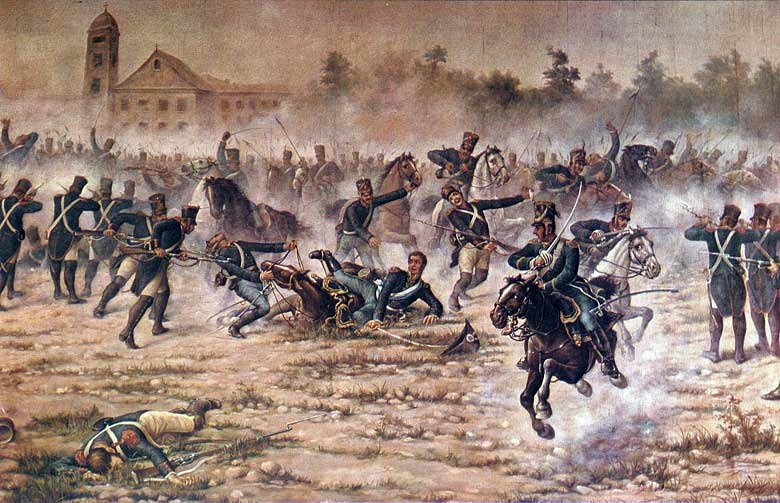
Combat de San Lorenzo, 3 de febrer de 1813
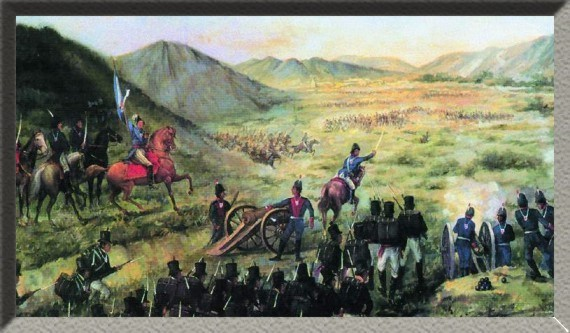
Batalla de Salta, 20 de febrer de 1813

Poc després, l'exèrcit va iniciar la segona expedició auxiliadora a l'Alto Perú al capdavant de 3500 homes, aconseguint controlar Potosí i Chuquisaca. Però el nou cap reialista, Joaquín de la Pezuela, el va derrotar el 1r d'octubre a Vilcapugio i el 14 de novembre a Ayohúma.
De manera que Belgrano es va veure obligat a retirar-se fins a Salta, on va lliurar el comandament de l'Exèrcit del Nord al seu nou comandant, José de Sant Martín, al mes de gener de 1814.
A causa del rebuig porteny a l'autonomia oriental, el 20 de gener Artigas va abandonar el setge de Montevideo, seguit per gran quantitat de tropes.

### El Directori de Posadas

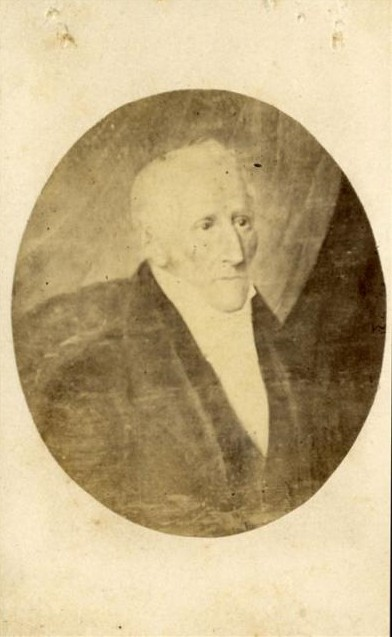
Gervasio Antonio de Posadas, primer Director Supremo de les Províncies Unides del Riu de la Plata

Aclaparada per la derrota a l'Alto Perú i les dissidències al Litoral, i impulsada per la seva pròpia tendència a la concentració del poder, l'Assemblea va decidir crear un executiu uninominal, amb el nom de «Director Suprem de les Províncies Unides del Riu de la Plata», nomenant per a aquest càrrec a Gervasio Antonio de Posadas. Aquest va dedicar tots els seus esforços a ocupar Montevideo, per tal d'evitar que servís com a port d'arribada de forces reconqueridores espanyoles.

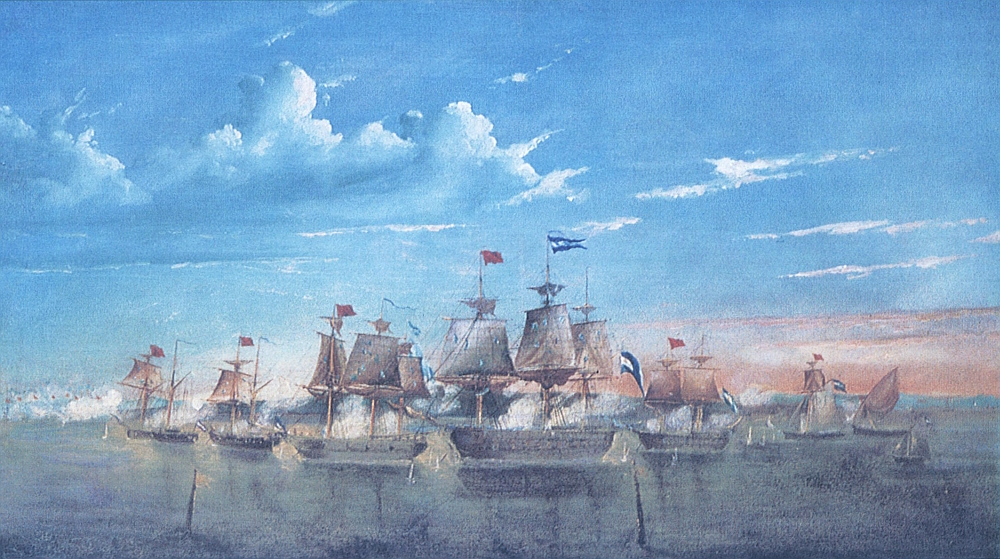
A partir del Combat de Martín García es va revertir la superioritat naval espanyola al Riu de la Plata

Els assetjats de Montevideo no havien aconseguit aprofitar l'oportunitat de contraatacar que els va donar la retirada d'Artigas. Seria l'última, ja que en aquest mateix moment s'estava formant una esquadra patriota per disputar als reialistes el control dels rius interiors i l'estuari del Plata, al comandament de marins estrangers, inclòs el seu comandant, l'irlandès Guillermo Brown. Iniciada la campanya naval, Brown va derrotar els reialistes al Combat de Martín García (al mes de març), i novament al Combat naval del Buceo (del 15 i 17 de maig); la major part dels bucs reialistes van ser capturats o destruïts.
El setge sobre Montevideo estava complet; Posadas va enviar 1500 homes per reforçar el setge de Montevideo, al comandament del seu nebot Alvear, que va reemplaçar a Rondeau hores després de la victòria de Brown. Iniciades les negociacions amb Montevideo, es va arribar a un acord per al lliurament pacífica de la plaça; acord que va ser trencat pel mateix Alvear, que va ocupar Montevideo sense resistència, aprofitant el desconcert causat pel tractat, el 23 de maig. L'exèrcit es va apoderar d'una enorme quantitat de tropes i armament.
La caiguda de Montevideo va significar la fi de l'amenaça reialista sobre el Riu de la Plata, que havia durat quatre anys. Però l'esquadra va ser desmantellada per cancel·lar deutes. Una gran expedició de 10.600 homes havia estat preparada per reprendre el Riu de la Plata, però la pèrdua de Montevideo, al costat de la negativa portuguesa a permetre'l desembarcar i aprovisionar al Brasil, van obligar a desviar en direcció a Veneçuela.
En el front nord, l'exèrcit reialista va començar el seu avanç cap al sud, deixant a tropes de reserva la lluita contra les republiquetas; cosa que no van aconseguir, ja que, després de la victòria a la batalla de La Florida, aquestes van aconseguir controlar Santa Cruz de la Sierra i Cochabamba. No obstant això, Salta i Jujuy van ser ocupades, mentre Sant Martí reorganitzava el seu exèrcit a San Miguel de Tucumán. Si els reialistes no van poder avançar més, va ser per la decidida defensa que li van oposar els gautxos de Güemes, que van dur a terme l'anomenada Guerra Gautxa; guerra irregular i netament defensiva, però que va desgastar als invasors al punt d'impedir-los continuar el seu avanç.
Per raons de salut, i convençut de la impossibilitat de derrotar decisivament als reialistes a l'Alto Perú, a mitjans aquest any Sant Martí va renunciar al comandament de l'Exèrcit del Nord. En el seu lloc, Posadas va enviar a José Rondeau, portant amb ell les forces que havien participat en el setge i part de les rendides de Montevideo.
A mitjans del 1814, va esclatar la Rebel·lió del Cusco, que es va estendre des d'aquesta ciutat a moltes províncies veïnes, ocupant Ayacucho, Arequipa i La Paz; al mes d'agost, l'exèrcit reialista, va retrocedir cap a l'Alto Perú. L'Exèrcit del Nord no va poder aprofitar la inestimable oportunitat pel fet que va trigar massa a assabentar-se del que passava, i a la seva pròpia incapacitat operativa. Hi va haver altres dues raons per a la immobilitat de l'Exèrcit del Nord; en primer lloc, esperaven reforços de les tropes de Montevideo, que van trigar massa temps a arribar. D'altra banda, els reialistes estaven fent grans progressos a Xile: després de la batalla de Rancagua, del 2 d'octubre, el país sencer va caure a les mans.

### Inici de les guerres civils

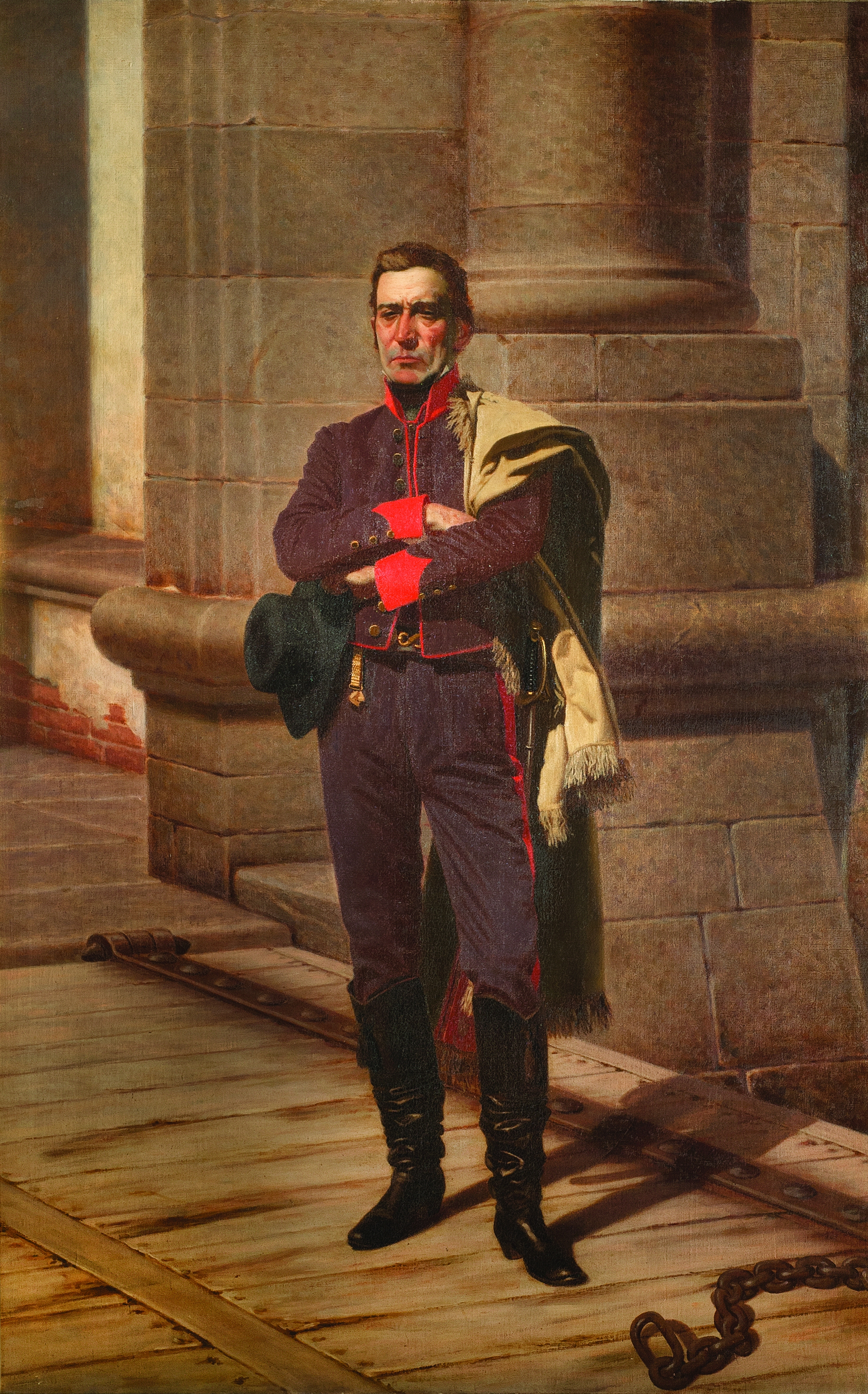
Artigas a la Ciutadella. Oli de Juan Manuel Blanes

Artigas s'havia retirat del setge amb un objectiu clar; organitzar militar i políticament als pobles que s'oposaven a la concentració del poder en mans del Directori. Ja des de l'època de l'Èxode Oriental havia tingut enfrontaments amb els representants del poder central, i el seu prestigi com a cabdill s'havia estès a Entre Ríos (una denominació imprecisa per als territoris dependents de Buenos Aires situats entre els rius Paraná i Uruguai) i les veïnes Corrientes i Santa Fe. Pocs dies després de la retirada d'Artigas, les poblacions de l'interior d'Entre Ríos van expulsar a les forces nacionals en el combat de El Espinillo, i una revolta va portar al poder Juan Bautista Méndez a Corrientes.
Posadas va respondre declarant la creació de les províncies d'Entre Ríos i Corrientes, encara enterament dependent del poder central. Els federals pretenien l'autonomia, de manera que la guerra civil va empitjorar; a mitjans de 1814, els federals controlaven les províncies d'Entre Ríos, Corrientes i Misiones, a més de bona part de l'interior de la Banda Oriental.
Després de la captura de Montevideo, Alvear va llançar successius atacs dins de la Banda Oriental, aconseguint moderats avenços i una important victòria a Marmarajá. Però el gener de 1815, els directorials van ser completament derrotats a la batalla de Guayabos. El nou Director Suprem, Alvear, va lliurar Montevideo als federals i va atorgar la independència a la Banda Oriental; però l'oferta va ser rebutjada.
Al març d'aquest any va esclatar una revolució federal a Santa Fe, que va portar al govern a l'estancier Francisco Candioti. En resposta, Alvear va enviar a un exèrcit a ocupar aquesta ciutat; mentre l'exèrcit estava en marxa, també la província de Córdoba s'unia al federalisme, nomenant governador a José Javier Díaz.

### El Directori d'Alvear

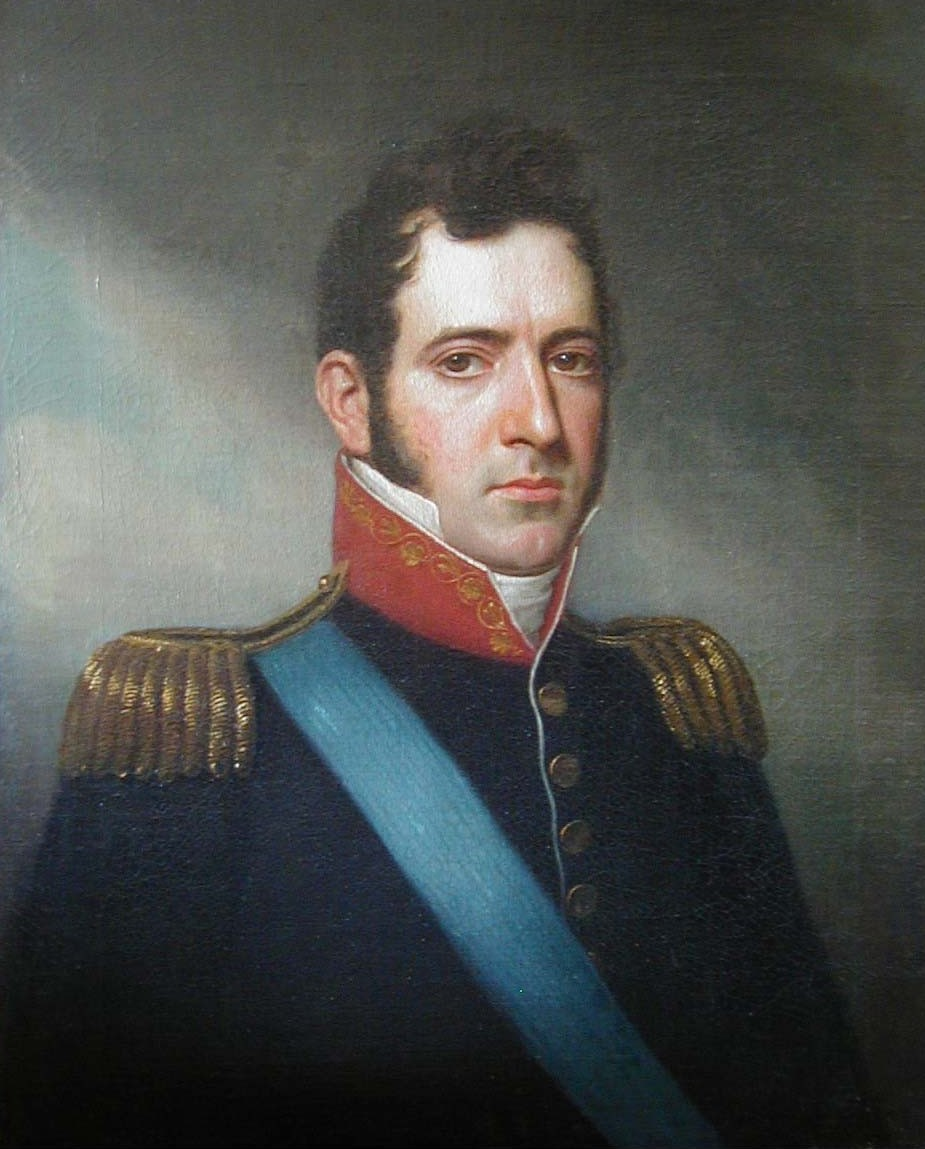
Carlos María de Alvear

A finals de 1814, quan l'Exèrcit del Nord estava a punt per partir cap a l'Altiplà, Posadas va ordenar el seu reemplaçament per Alvear. L'oficialitat es va revoltar i va decidir sostenir a José Rondeau, la qual cosa va portar a Posadas a renunciar. Alvear va tornar precipitadament a la capital i va aconseguir que l'Assemblea el nomenés Director Suprem i li delegués part de les seves atribucions; mai es tornaria a reunir.
Alvear es va dedicar a intentar enfortir la seva posició interna a la capital, comptant amb un poderós exèrcit de reserva a la capital. El breu període del seu govern es va caracteritzar pel despotisme. Decidit a mantenir-se per la força, va disposar la pena de mort per a qui s'oposés a la seva autoritat o formulés crítiques al seu govern.
Va intentar també rebaixar la influència de José de San Martín, reemplaçant-lo com a governador de Cuyo, encara que va fracassar en el seu intent. Finalment, l'Exèrcit del Nord va desconèixer completament la seva autoritat.
Davant tal cúmul de frustracions, Alvear va enviar a Manuel José García en missió secreta a Londres, a sol·licitar un protectorat britànic, renunciant a tota ambició independentista. Després de consultar amb l'ambaixador britànic, la missió va derivar en una comanda d'ajuda.
Per acabar amb els federals, Alvear va ordenar l'avanç de l'exèrcit sobre Santa Fe. L'avantguarda es va revoltar, exigint la renúncia del Director i la fi de la guerra fratricida. També a Buenos Aires hi va haver una revolta, durant la qual el cabildo va declarar dissolta l'Assemblea i va ordenar a Alvear lliurar el comandament. Després de diversos dies de resistència, finalment va abandonar Buenos Aires en direcció a Rio de Janeiro.
Els electors nomenats pels veïns de Buenos Aires i el seu Cabildo van designar Director Suprem, amb caràcter provisori, a José Rondeau; com aquest era el cap de l'Exèrcit del Nord, va ser reemplaçat interinament per Ignacio Álvarez Thomas.
La renúncia d'Alvear va significar un canvi fonamental en el polític; la revolució va tornar a prendre el camí cap a la Independència. Això no obstant, la política exterior, tant diplomàtica com bèl·lica, va romandre erràtica durant almenys un any més.

## L'època del Congrés
Com a símbol del canvi de govern, pocs dies després de la caiguda d'Alvear va ser enarborada per primera vegada en el Fort de Buenos Aires la Bandera Nacional, reemplaçant a l'espanyola.
Per evitar una nova dictadura, el Cabildo de Buenos Aires va establir una Junta d'Observació que exercís el Poder Legislatiu i fiscalitzara a l'Executiu. La mateixa, va sancionar un Estatut Provisional de Govern, on en l'article 30 s'ordenava la reunió d'un Congrés a San Miguel de Tucuman per sancionar una constitució de caràcter permanent.
A Espanya, Ferran VII havia recuperat el govern i executava una política fermament absolutista. En anys anteriors, Espanya s'havia mostrat dubitativa al moment de defensar les excolònies, pel fet que temia la reacció de les altres nacions europees. Però, amb les seves esquenes cobertes per la Santa Aliança (la qual, seguint les recomanacions del Congrés de Viena, sostenia a tots els governs establerts a Europa i promovia la pau entre ells), Ferran VII va poder dedicar tots els seus esforços a l'intent de reconquerir l'Amèrica espanyola. L'acció del Papa Pius VII, que va llançar l'encíclica legitimista de 1816, per la qual beneïa les accions repressives dels reialistes a Espanya, recolzava la seva actitud agressiva. De manera que Ferran va enviar successives expedicions per reconquerir les colònies americanes, arribant a un total de 13 expedicions amb 26.542 homes. No obstant, aquestes expedicions mai van tenir força suficient com per imposar-se decisivament als independentistes del Riu de la Plata. L'única expedició poderosa projectada per a ser llançada sobre aquesta regió va haver de ser suspesa repetides vegades, davant les epidèmies que van delmar i afeblir a les seves tropes.

### La Lliga dels Pobles Lliures

Les Províncies Unides del Riu de la Plata (blau) i la Lliga dels Pobles Lliures (vermell) (1816)

Les províncies federals van intentar organitzar-se reunint l'anomenat Congrés d'Orient a Arroyo de la China, que va iniciar les seves sessions a fins de juny de 1815, presidit per Artigas. Álvarez Thomas va iniciar converses amb els federals, missió que va ser resposta amb una diputació a Buenos Aires; el Director Interí va arrestar als delegats per evitar que informessin que en aquests dies partia una expedició armada rumb cap a Santa Fe. A finals d'agost, coincidint amb la mort de Candioti, l'exèrcit directorial va ocupar aquesta ciutat i va forçar l'elecció d'un governador delegat del govern nacional.
Aquest avanç directorial sobre una província clau no va representar una victòria completa; Córdoba seguia en mans federals, i (encara que la ciutat de La Rioja i la seva jurisdicció es van separar d'ella) el seu exemple va ser imitat a Santiago del Estero, on el coronel Juan Francisco Borges va aconseguir controlar la ciutat durant quatre dies. Derrotat i capturat, tornaria a intentar aconseguir l'autonomia de la seva província a l'any següent; aquest segon intent seria castigat amb la seva execució.
Finalment, també Salta es va donar el seu propi govern, en triar governador al seu cabdill, Martín Miguel de Güemes, al maig de 1815. Però les autonomies de Salta i Córdoba no van significar l'automàtica alineació dels seus governs amb el sistema artiguista; si bé Córdoba enviava els seus diputats al Congrés d'Orient, ambdues províncies acceptaven l'autoritat del govern directorial i aportaven a la formació dels seus exèrcits. També participarien en el Congrés de Tucumán.
Al març de 1816, els federals van reaccionar expulsant les forces directorials; Mariano Vera va ser elegit governador, i va portar endavant una política en estricta consonància amb les províncies de Corrientes, Entre Ríos i l'Oriental. En resposta, Álvarez Thomas va enviar un nou exèrcit contra Santa Fe, al comandament de Manuel Belgrano; aquest va enviar al seu segon, Eustoquio Díaz Vélez, a negociar amb el govern santafesí, resultant les converses al Pacte de Santo Tomé del 9 d'abril de 1816, pel qual es disposava el desplaçament de Belgrano i d'Álvarez Thomas. Aquest va presentar la seva renúncia davant les autoritats portenyes, que (en vista que ja havien començat les sessions del Congrés Tucumán) el van reemplaçar interinament per Antonio González Balcarce.
Per un temps, el Directori i la Lliga Federal van romandre en pau. Però com el Congrés es va negar a reconèixer la validesa del Pacte de Santo Tomé i l'autonomia de les províncies federals, aquestes es van negar a enviar diputats a unir-se a aquest.

### Derrota de l'Exèrcit del Nord

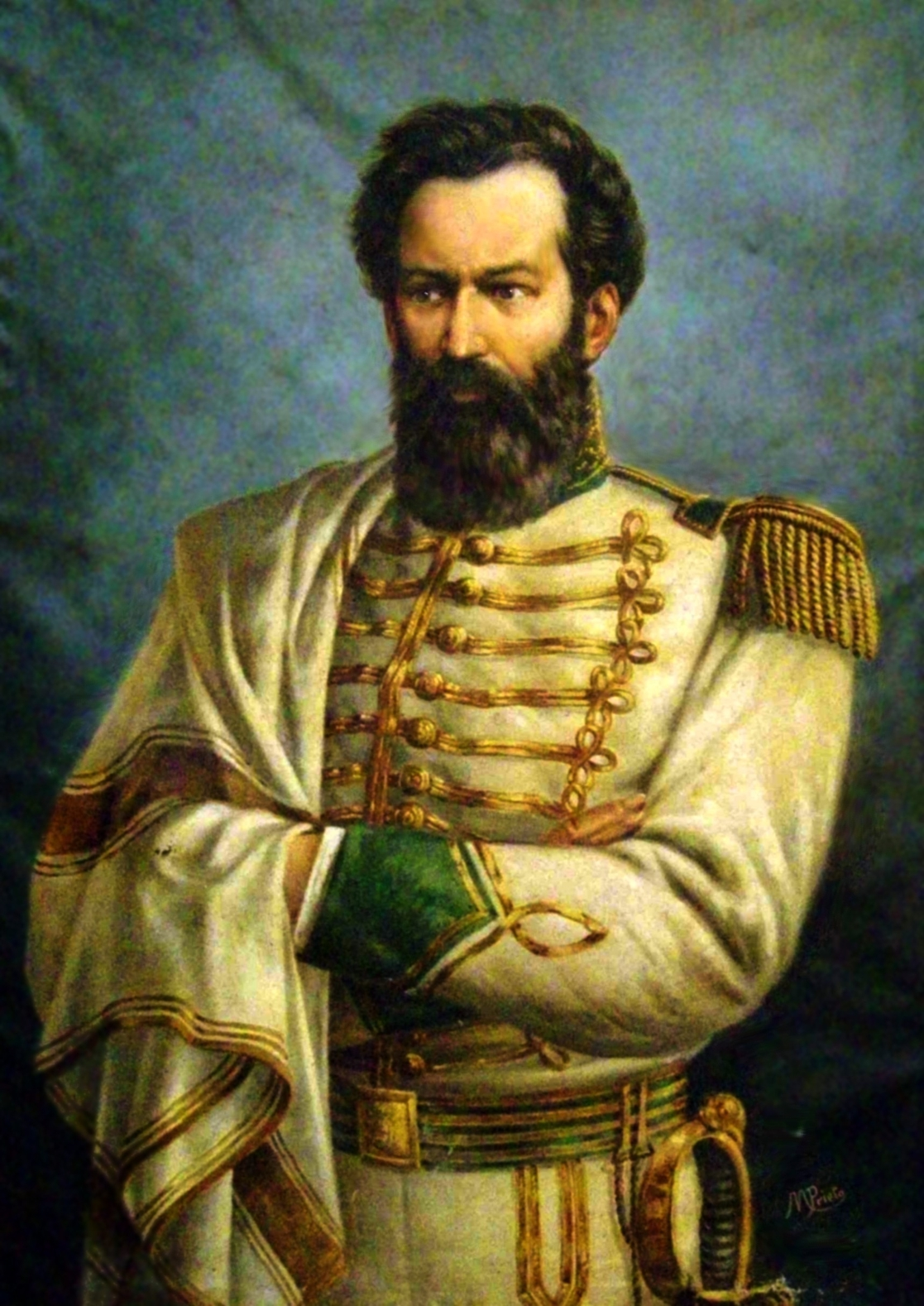
El general Martín Miguel de Güemes, cap de la Guerra Gautxa

A principis de 1815 es va iniciar la Tercera expedició auxiliadora a l'Alto Perú, que va aconseguir reincorporar a les Províncies Unides Potosí, Chuquisaca, Cochabamba i Santa Cruz de la Sierra, mentre les zones rurals eren controlades per les Republiquetas; no obstant això, l'Exèrcit del Nord va arribar després de la derrota definitiva dels rebels de Cusco, de manera que va haver d'enfrontar-se a l'Exèrcit Reial del Perú en ple. La incapacitat dels caps patriotes va fer la resta, i la batalla de Sipe Sipe va resultar un desastre definitiu. L'exèrcit es va retirar novament a Jujuy.
Al seu retorn a Salta, Rondeau va decidir deposar Güemes i castigar-lo per la seva desobediència; és que no només s'havia rebel·lat contra l'autoritat del Director Suprem titular, sinó que s'havia apoderat de gran quantitat d'armament pertanyent a l'Exèrcit i (tement que hagués estat enviada per a deposar-lo com a governador) havia impedit que una poderosa divisió del reforç que s'unís a aquest. Rondeau va ocupar la ciutat de Salta, però va ser assetjat en ella i obligat a pactar un acord pacífic amb Güemes; el Congrés de Tucumán va ordenar a Rondeau retirar-se a Tucumán i va encomanar a Güemes la defensa de la frontera nord.
El cabdill del nord es va transformar en un aliat del govern central i pilar de la Guerra d'Independència a la frontera nord. Quatre mesos més tard, el general Belgrano va haver d'assumir novament el comandament de l'Exèrcit del Nord, però des de llavors va funcionar com a auxiliar de les forces de Güemes.
Durant l'any 1816, les republiquetas van ser derrotades una a una; els caps més destacats de les mateixes (com Manuel Asencio Padilla i Ignacio Warnes) van pagar amb la seva vida la seva resistència. Excepte per una episòdica campanya menor dirigida per Gregorio Aráoz de Lamadrid, l'Exèrcit del Nord va quedar impossibilitat de fer noves incursions en l'Alto Perú. Va ser parcialment desmantellat en benefici de l'exèrcit que s'organitzava per alliberar Xile i utilitzat per intentar sotmetre als federals de l'interior i del litoral.

### El Congrés i la Declaració de la Independència
El Congrés de Tucumán va iniciar les seves sessions el 24 de març de 1816. Hi van participar representants de les províncies que admetien l'autoritat del Directori; és a dir, no estaven representades les de la Lliga Federal (amb la notable excepció de Córdoba, que tenia quatre diputats) ni les ocupades pels reialistes.

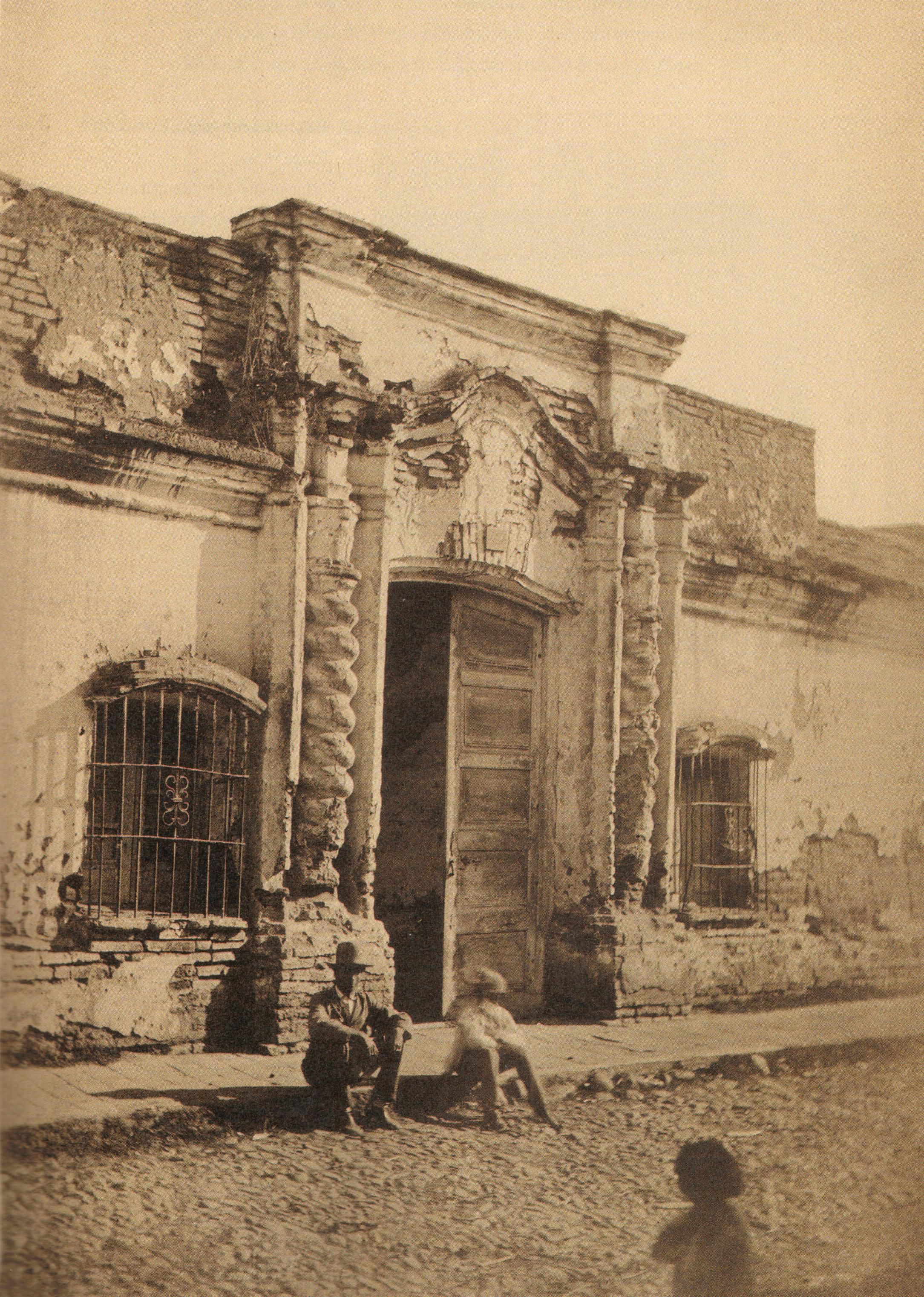
La Casa de Tucumán, on es va declarar la independència de l'Argentina

Després d'invertir un mes en definir el seu propi funcionament i l'abast de la seva missió i autoritat, la primera mesura d'importància que va prendre va ser l'elecció d'un nou Director de l'Estat, a causa de la renúncia d'Álvarez Thomas i la derrota de Rondeau. Per al càrrec va ser nomenat un dels seus diputats, Juan Martín de Pueyrredón, que poc després es va traslladar a Buenos Aires.
Durant els mesos de maig i juny, el Congrés es va concentrar a intentar destravar el conflicte amb les províncies federals, però la intransigència que un i altres van demostrar en defensa de les seves posicions va malmetre aquests intents. Al mes de juliol, després de discutir diferents alternatives (com la possibilitat de coronar un rei d'ascendència inca proposat per Belgrano), el Congrés es va abocar a la discussió sobre l'oportunitat de declarar la independència; qui més pressionava en aquest sentit era el governador de Cuyo, José de San Martín.

El dia 9 de juliol de 1816 es va aprovar i va signar la Declaració de la Independència de les Províncies Unides, que en l'acta respectiva eren anomenades Províncies Unides en Sud-amèrica:
| « | Nosaltres, els representants de les Províncies Unides en Sud Amèrica, reunits en congrés general, invocant a l'Etern que presideix l'univers, en nom i per l'autoritat dels pobles que representem, protestant al Cel, a les nacions i homes tots del globus la justícia que regla els nostres vots: declarem solemnement a la faç de la terra, que és voluntat unànime i indubtable d'aquestes Províncies trencar els violents vincles que els lligaven als reis d'Espanya, recuperar els drets que van ser despullats, i investir de l'alt caràcter d'una nació lliure i independent del rei Ferran setè, els seus successors i metròpoli. (...) | » |

Posteriorment se li va agregar: 
| « | ...i de tota altra dominació estrangera. | » |

Durant la resta del mes de juliol es va continuar discutint la forma de govern, mostrant-se la majoria favorable a una monarquia constitucional, tot i que l'oposició dels diputats de Buenos Aires i de Cuyo va bloquejar qualsevol pronunciament en aquest sentit. El 25 de juliol es va oficialitzar la Bandera de l'Argentina, creada quatre anys abans per Belgrano.
Durant els mesos següents, el Congrés es va negar repetidament a negociar amb els federals, a la vegada que va portar endavant negociacions amb la corona portuguesa, que tendeix a una aliança contra Espanya i també contra Artigas; per aquesta època ja s'havia iniciat la invasió d'aquest país a la Banda Oriental.
A principis de 1817, a produir-se una nova invasió realista a la província de Salta, el Congrés va decidir allunyar-se del perill, traslladant-se a Buenos Aires. Aquesta mesura també obeïa a la intenció de controlar de prop l'actuació del Directori; en la pràctica, va servir més aviat perquè Pueyrredón i la Lògia controlessin els actes del Congrés. Tres dels quatre diputats per Córdoba es van negar a traslladar-se, però el nou govern cordobès (partidari del Directori) els va reemplaçar per dos diputats lleials al grup governant.
Durant la resta de la seva existència, el Congrés es va abocar a discutir el text d'una constitució, negociar amistosament amb la corona portuguesa la invasió a la Banda Oriental i buscar un príncep per coronar en el Riu de la Plata. No va exercir el Poder Legislatiu, ni va controlar visiblement al director Pueyrredón.

### El Directori de Pueyrredón

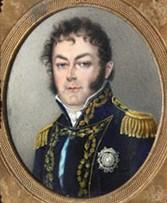
Juan Martín de Pueyrredón

Abans de marxar a Buenos Aires, Pueyrredón va marxar a Jujuy, des d'on va enviar a l'Exèrcit del Nord a acantonar-se a Tucumán, i va acordar amb Güemes la defensa de la frontera nord; a continuació es va aturar a Córdoba a discutir amb el general San Martín el seu pla continental per alliberar Xile i el Perú, comprometent tot el seu suport.
No comptant amb un grup dirigent en què recolzar-se, va crear una Gran Lògia, amb alguns dels més destacats partidaris de la deposició d'Alvear, alguns membres de l'extinta Lògia Lautaro que havien sortit airosos del final del govern d'aquest, i els partidaris de San Martín. L'arribada de Pueyrredón a Buenos Aires i l'organització d'un grup que responia només a la Lògia va portar la pau a la capital, profundament convulsionada des d'un any i mig abans.
Un incipient grup federal va sorgir a la capital, posant-se en oberta oposició al govern i exigint que la província de Buenos Aires triés a les seves autoritats i deixés de sotmetre a les altres a la seva autoritat; entre els seus líders hi eren Manuel Dorrego, Miguel Estanislao Soler i Pedro José Agrelo.
Tots els esforços militars del govern de Pueyrredón van estar orientats a dos objectius centrals: aixafar la resistència dels federals en el Litoral i a Còrdoba, i sostenir els esforços de San Martín en la seva campanya a Xile. El front nord va ser pràcticament abandonat, i (encara que va seguir existint) l'Exèrcit del Nord va ser destinat a sotmetre les rebel·lions federals; la revolta autonomista de Borges a Santiago del Estero, les recurrents insurreccions federals a Córdoba, i especialment als federals a Santa Fe.
Si l'accés del federalisme al poder a Córdoba havia estat pacífic, la seva caiguda va demandar enfrontaments armats; Juan Pablo Bulnes, cap de les milícies de la ciutat, es va revoltar contra Díaz, i el va acusar de connivència amb el Directori. El va derrotar i el va obligar a renunciar, però en el seu lloc va assumir el governador nomenat pel Director Suprem, Ambrosio Funes, sogre de Bulnes.
En produir la invasió portuguesa a la Banda Oriental a partir de 1816, el director va oferir a Artigas una ajuda considerable, a canvi que aquest acceptés el sistema unitari i sotmetés a la seva província a l'autoritat del Directori. Davant la negativa del cabdill federal, l'ajuda mai va ser lliurada. A més va utilitzar la invasió portuguesa per intentar doblegar als federals de les províncies del Litoral; a principis de 1817, Pueyrredón va llançar una quarta invasió sobre Santa Fe, que va aconseguir a ocupar la ciutat durant 25 dies abans de ser expulsat. Curiosament, durant la resta d'aquest any no hi va haver noves hostilitats.
També l'oposició portenya va ser durament perseguida; Pueyrredón es va treure de sobre a Soler enviant-ho a l'Exèrcit dels Andes, però va deportar a Dorrego a Santo Domingo. Aquest va acabar als Estats Units, envoltat per altres dirigents del incipient federalisme porteny, com Manuel Moreno.

### Campanya Alliberadora a Xile

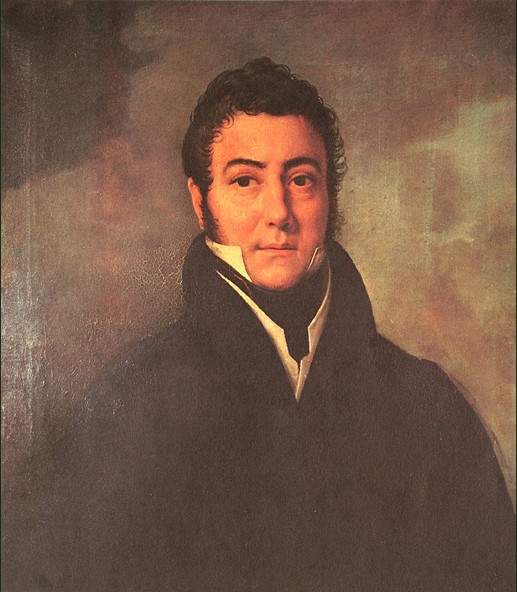
El general José de San Martín

Al contrari que les Províncies Unides, a Xile el procés independentista havia estat relativament pacífic. Però una expedició enviada des del Perú a partir de començaments de 1813 va aconseguir controlar el sud del país. El govern de les Províncies Unides va enviar un Batalló d'Auxiliars a aquest país, que poc van poder fer per evitar l'avanç reialista i els conflictes entre dirigents xilens. Després de la victòria reialista en la batalla de Rancagua, el bàndol reialista va controlar el país i centenars de civils i militars van fugir cap a Mendoza.
Durant el seu pas per l'Exèrcit del Nord, San Martín havia arribat a la conclusió que era impossible derrotar els reialistes a l'Alto Perú mentre aquests controlessin el Perú, de manera que va idear arribar a Lima per mar, partint des de Xile. La conquesta reialista de Xile el va obligar a alliberar primer a aquest país. Per a això va incorporar les tropes xilenes i els auxiliars argentins a les forces militars de la Intendència de Cuyo, al costat d'alguns batallons enviats des de Buenos Aires, forces provinents de l'Exèrcit del Nord, el Regiment de Granaders a Cavall que havia creat i gran quantitat de voluntaris i esclaus de la regió de Cuyo; a partir del 1r d'agost de 1816, aquesta agrupació seria anomenada Exèrcit dels Andes. L'armament i les eines de l'Exèrcit van ser fabricades per Fra Luis Beltrán.
En suport del seu Pla Continental, San Martín considerava essencial la declaració de la independència, de manera que es reforçarien els sentiments patriòtics dels rioplatencs i es podria sol·licitar ajuda estrangera. Per aquesta raó va donar suport a la formació del Congrés de Tucumán i va pressionar activament perquè es declarés la independència.
San Martí disposava de forces inferiors a les del govern reialista xilè, de manera que va mantenir el seu pla en secret, per tenir un avantatge circumstancial en el moment en què s'iniciés la travessera de la Serralada dels Andes. La Travessia dels Andes es va iniciar el 6 de gener de 1817, amb 5350 homes d'armes (més 1200 milicians que actuaven de auxiliars) dividits en sis columnes, dues de les quals es van dirigir cap a Santiago de Xile.
Reunides les columnes principals, el 12 de febrer van aconseguir una completa victòria en la batalla de Chacabuco, que va obligar el govern reialista abandonar Santiago, la qual va ser ocupada dos dies més tard per l'Exèrcit dels Andes. El cabildo local va nomenar a Bernardo O'Higgins (fins llavors el segon de San Martín) «Director Suprem de l'Estat de Xile», i a San Martí «Comandant de l'Exèrcit Unit Allibarador de Xile», format per les unitats de l'Exèrcit dels Andes i les formacions xilenes que es van incorporar. S'iniciava el període conegut com la Patria Nueva.

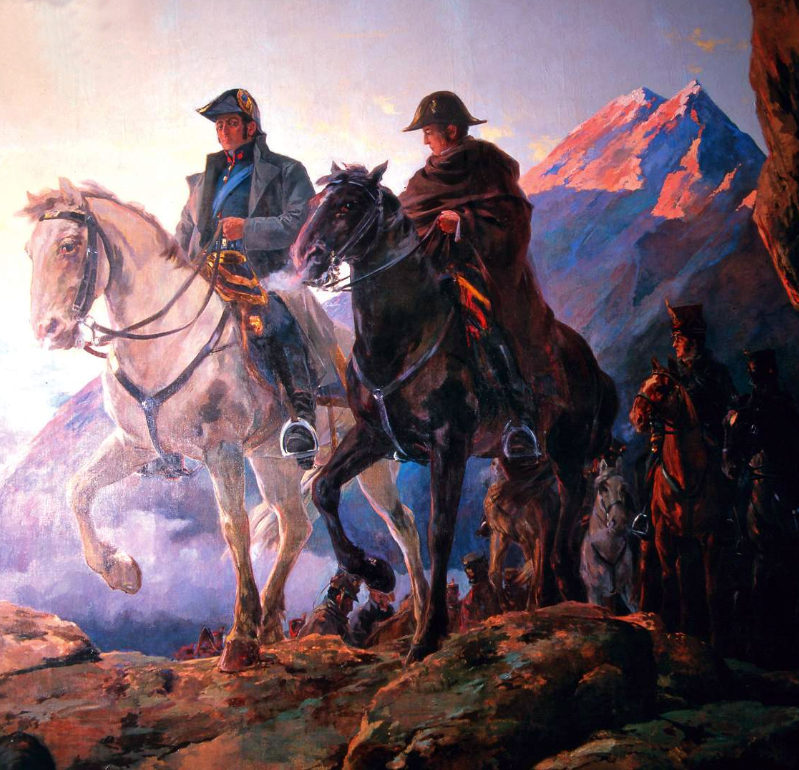
Els generals José de San Martín (esquerra) i Bernardo O'Higgins creuant els Andes
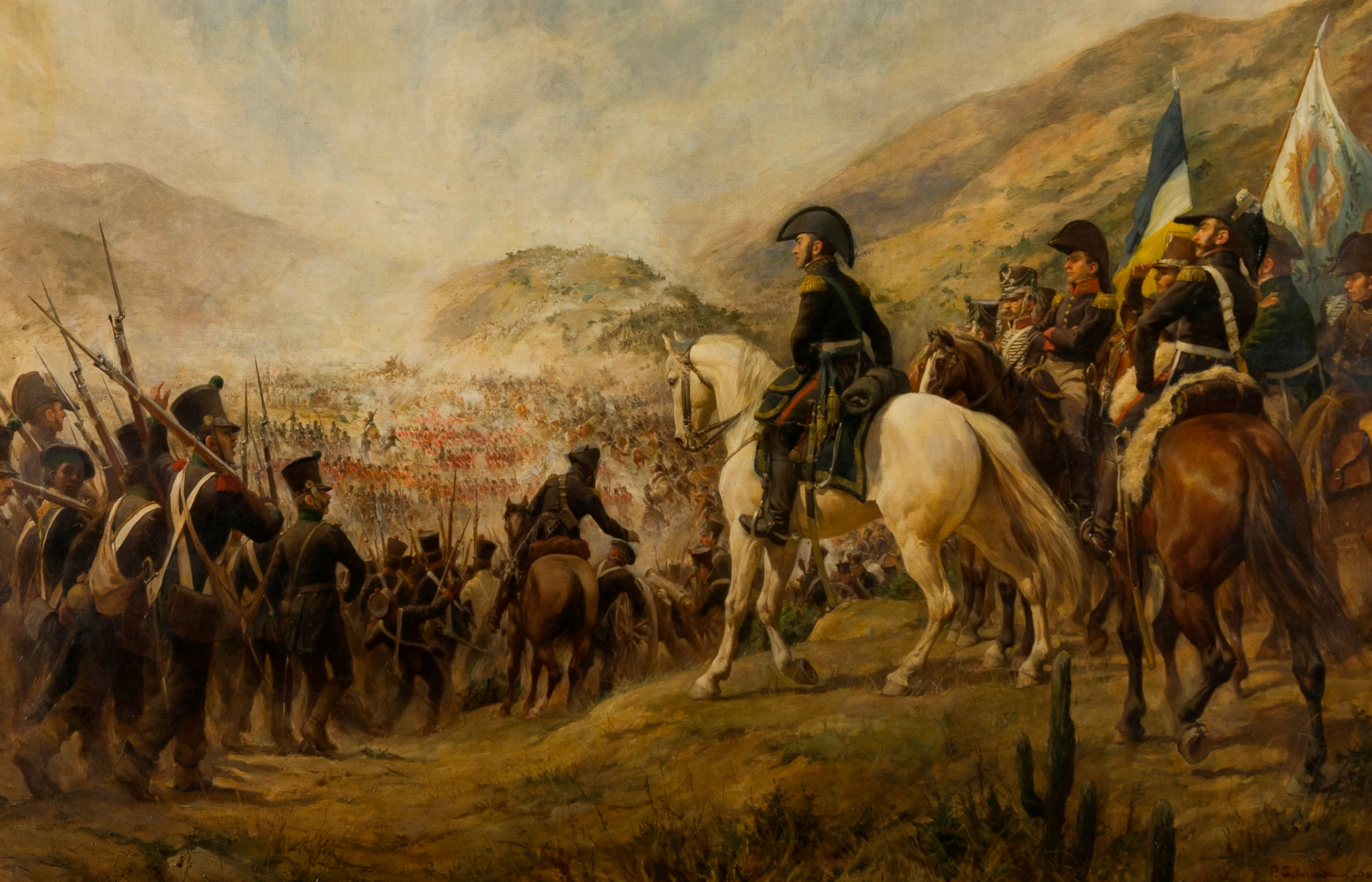
La batalla de Chacabuco, segons l'oli de Pedro Subercaseaux
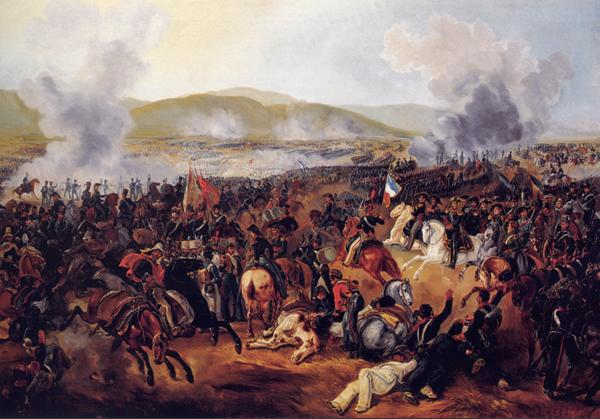
La batalla de Maipú, segons l'oli de Mauricio Rugendas

L'Exèrcit Unit va marxar cap al sud, aconseguint capturar totes les ciutats de la regió, amb excepció de Concepción i la veïna Talcahuano, que van ser assetjades per terra; un intent d'assalt a Talcahuano va acabar en un desastre. Poc després, els assetjats van rebre poderosos reforços, de manera que O'Higgins va iniciar una retirada cap al nord i va posar l'Exèrcit a ordres de San Martín. Sorprès pels reialistes el 19 de març de 1818 a Cancha Rayada, l'Exèrcit Unit va haver de retirar-se cap a Santiago. La gran activitat de San Martín, O'Higgins, Las Heras i Beltrán va permetre als patriotes reorganitzar l'exèrcit en 15 dies, i aconseguir la victòria en la sagnant batalla de Maipú, del 5 d'abril.
Les restes de l'exèrcit reialista van retrocedir tot el camí fet des de Concepción, i a l'agost va ser reembarcat cap al Perú. Algunes forces reialistes continuar una resistència en forma de guerrilles durant diversos anys, però ja no van representar una amenaça real per a la independència xilena.

### La diplomàcia directorial i els projectes monàrquics
Fins als primers mesos de l'existència del Directori, els governs de la Revolució es veien afavorits, per justificar la seva legitimació davant de l'opinió pública i les nacions estrangeres, per l'absència del rei del tron espanyol. Tornat Ferran VII a Madrid i anunciada la restauració absolutista a Espanya, el llenguatge i els mètodes diplomàtics van haver de canviar radicalment. D'altra banda, el rei havia ordenat la formació d'un poderós exèrcit que havia de ser immediatament enviat al Riu de la Plata, comandat per Pablo Morillo.
Per això, Manuel de Sarratea (enviat del Segon Triumvirat a Europa), va felicitar a Fernando per la seva tornada al tron i va demostrar la seva aparent submissió a l'autoritat de Rei. Per això van ser enviats Belgrano i Rivadavia també a Europa, a negociar amb el rei la pretensió rioplatenca d'autonomia; en cas de fracassar, la seva missió seria la d'aconseguir un príncep d'alguna casa regnant a Europa per coronar rei del Riu de la Plata.
Diferent va ser, en canvi, el sentit de les cartes d'Alvear al ministeri de relacions exteriors britànic el 1815, ja que significaven la submissió llisa i plana a la sobirania anglesa; no obstant això, podria haver estat ser una arriscada estratagema per forçar Gran Bretanya a donar suport a les Províncies Unides contra Espanya.
El fracàs en la missió conciliadora de Belgrano i Rivadavia els va portar a proposar la coronació de l'infant Francesc de Paula de Borbó, amb la suposada anuència del seu pare, el deposat rei Carles IV d'Espanya. Els diplomàtics van arribar a sancionar un projecte de constitució monàrquica, i fins i tot van planejar el segrest del príncep per al seu trasllat al Riu de la Plata.
Posteriorment, ja instal·lat el Congrés de Tucumán, el mateix Belgrano va proposar la coronació d'un rei d'ascendència inca per a les Províncies Unides en Sud Amèrica, que aparentment inclourien també a Xile i el Perú. Posteriorment es va projectar el seu enllaç matrimonial amb la Casa de Bragança (els seus membres residien a Rio de Janeiro). El projecte original va ser rebutjat principalment per raons de racisme, i la seva derivació bragantina va ser rebutjada per Joan VI de Portugal.
Un cop instal·lat el Congrés a Buenos Aires, i ja sota la influència de Pueyrredón, el ministre de relacions exteriors Gregorio García de Tagle va enviar diverses missions a Europa per negociar la coronació d'altres candidats, entre els quals es van considerar les opcions del Duc d'Orleans (el futur rei Lluís Felip I de França) i del Príncep de Luca.

### Invasió portuguesa a la Banda Oriental i noves guerres civils

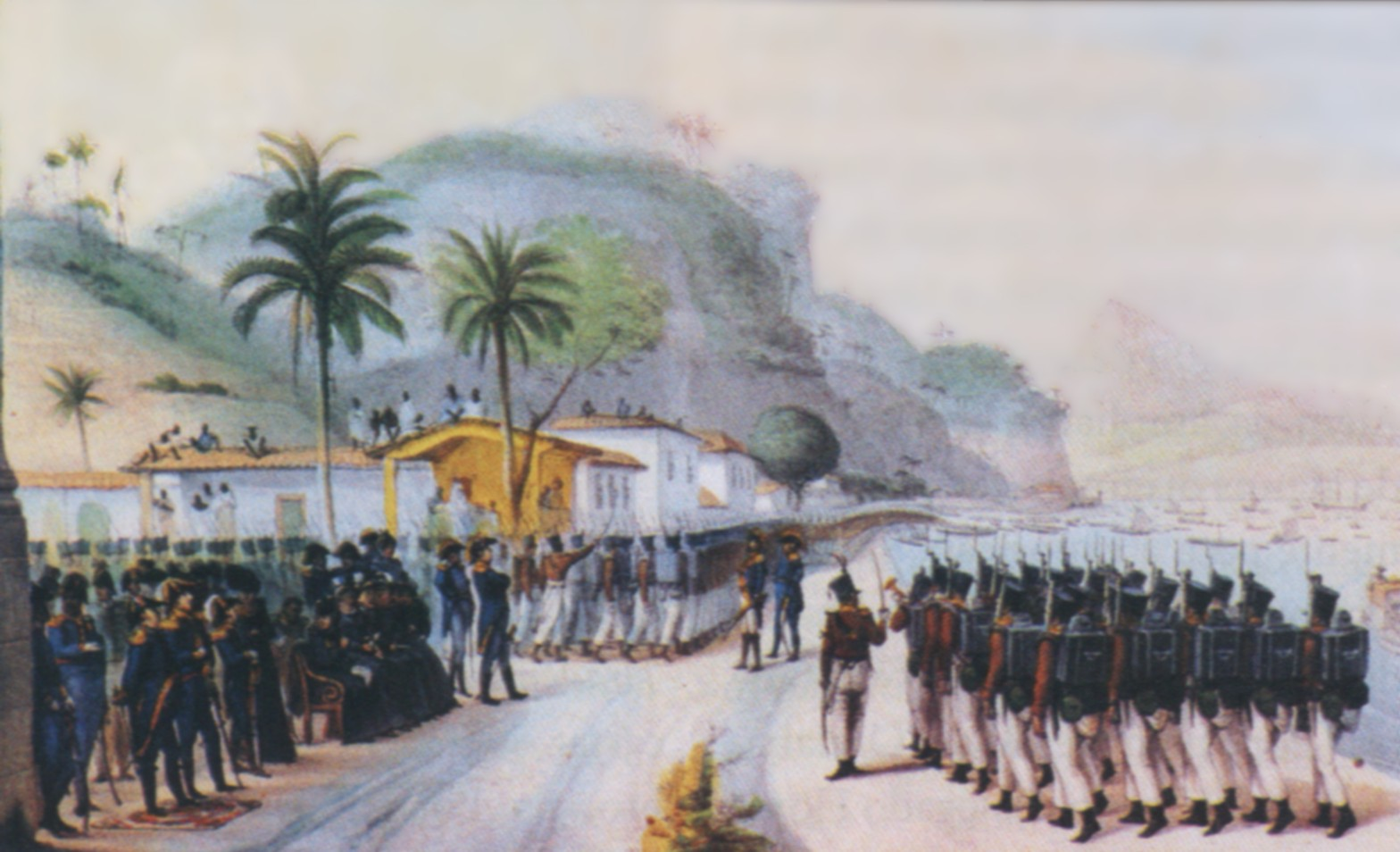
Inici de la Invasió Luso-Brasilera

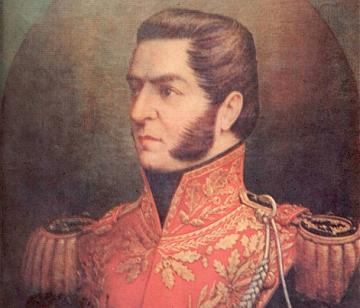
El cabdill Francisco Ramírez

A la Banda Oriental, Artigas va poder portar endavant un govern progressista i democràtic. Va fer profundes reformes socials i va repartir entre els pobres les terres, el bestiar i els béns mobles dels emigrats.
Però a l'agost de 1816, amb l'excusa d'algunes incursions (reals o suposades) de gautxos al sud de Brasil, el rei Joan VI de Portugal va iniciar la invasió Luso-Brasilera a la Província Oriental. Pueyrredón no va fer res per defensar la província envaïda, i va arribar a pactar amb el cap invasor. El gener de 1817, després de la batalla del Catalán, els portuguesos van aconseguir capturar Montevideo, encara que Artigas i les seves forces van resistir encara tres anys més a l'interior de la província.
Atès que el poder d'Artigas declinava per les derrotes davant els portuguesos, Pueyrredón va creure poder sotmetre a les províncies federals i restablir l'autoritat de Buenos Aires. Per això va enviar diverses expedicions a Entre Ríos en suport de cabdills menors que estiguessin disposats a una aliança amb Buenos Aires. Entre Ríos no tenia governador, i en el sistema d'Artigas possiblement ni tan sols tingués la categoria de província; estava dividida entre les comandàncies militars de Paraná i Concepción de l'Uruguai. En 1817 el líder artiguista de Paraná, Eusebio Hereñú es va passar al bàndol directorial amb altres caps menors, però van ser derrotats pel nou comandant de Concepción de l'Uruguai, subordinat d'Artigas, Francisco Ramírez. A l'any següent, es van produir nous enfrontaments, en els quals Ramírez va resultar novament vencedor amb molta facilitat. Des d'aquest moment va exercir com a governador de tota la província (sense tenir encara el títol) al capdavant d'unes montoneras summament disciplinades i eficaces.
Una segona revolta de Bulnes a Córdoba, de gener de 1817, va ser també sufocada per la reacció del govern nacional. Al març d'aquest any assumia com a governador el salteny Manuel Antonio Castro, nomenat per Pueyrredón, mentre La Rioja tornava a l'obediència del govern directorial de Còrdoba. Al sud de la província van romandre insurrectes diversos cabdills federals, mantenint la insurrecció federal per altres tres anys. Això va motivar l'enviament d'una divisió de l'Exèrcit del Nord, al comandament del coronel Juan Bautista Bustos.
Per la seva banda, la província de Corrientes es va veure sacsejada per desavinences entre els mateixos federals, alguns dels quals es van passar al bàndol directorial, tot i que no van rebre cap ajuda del mateix. Les discòrdies van ser solucionades per l'ocupació de la capital pel cacic guaraní Andrés Guazurary, fillol d'Artigas, i el marí irlandès Pedro Campbell.
El governador santafesí Mariano Vera va ser enderrocat pels partidaris més exaltats d'Artigas al juliol de 1818. Com aquests no van aconseguir formar un govern, el coronel Estanislao López, cap de les milícies rurals, va ocupar la ciutat i es va nomenar a si mateix governador. Més tard seria triat pel cabildo i tindria un enorme suport popular.
En resposta, Pueyrredón va enviar a finals de 1818 un exèrcit de 5000 homes al comandament de Juan Ramón Balcarce, que va aconseguir ocupar fugaçment la capital provincial, però es va veure obligat a retrocedir, saquejant la província. Simultàniament va avançar la columna de l'Exèrcit del Nord comandada pel coronel Bustos per prendre entre dos focs a López, però aquest el va atacar a Fraile Muerto, deixant-lo sense mobilitat. A continuació va obligar a Balcarce a evacuar Rosario; en venjança, Balcarce va incendiar Rosario.
Poc després, el general Viamonte intentava una nova invasió, però López va repetir la seva estratègia; va atacar a Bustos a La Herradura i, com no el va vèncer, va avançar cap a Córdoba i el va obligar a retrocedir. Després va girar cap al sud i es va presentar davant de les forces de Viamonte a Coronda, obligant a retirar-se novament a Rosario, on tots dos van acordar una treva.

### La dissolució. La batalla de Cepeda

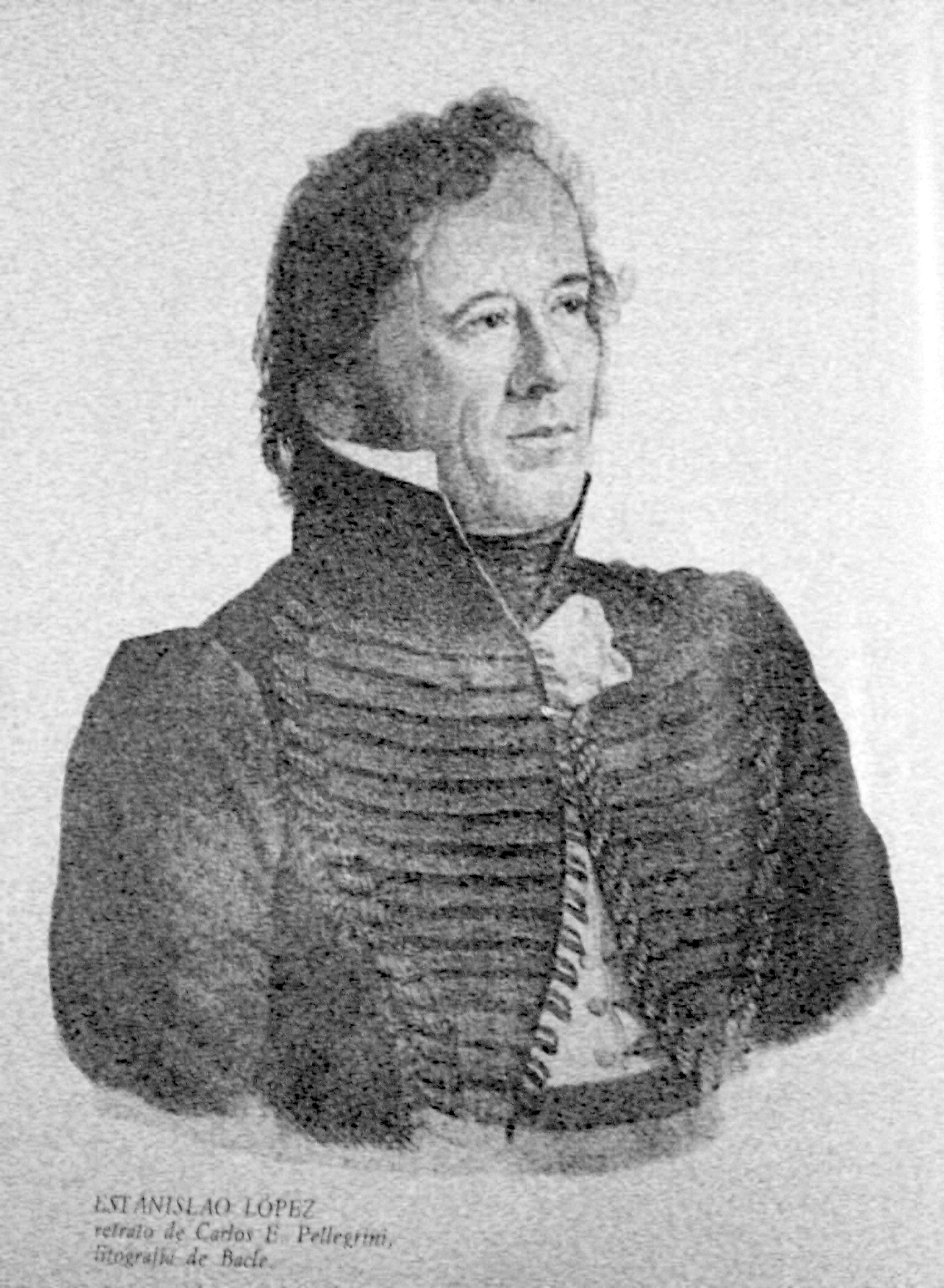
Estanislao López, governador de Santa Fe i vencedor en la batalla de Cepeda (1820)

Al juny de 1819, després de tres anys de gestió, Pueyrredón va renunciar al càrrec de Director Suprem. En l'ordre intern s'havia destacat com un tenaç perseguidor dels que sostenien el dret de les províncies a la seva autonomia; havia tolerat la invasió portuguesa a la Banda Oriental, desterrat dels caps del partit federal porteny, ordenat a San Martín i Belgrano traslladar l'Exèrcit dels Andes i l'Exèrcit del Nord al Litoral per acabar amb els federals, i promulgat la constitució centralista del 1819.
El Congrés va nomenar a José Rondeau com el seu successor. Aquest va continuar i va aprofundir la política del seu antecessor, abandonant per complet la Guerra per la Independència. Artigas, acorralat a la Banda Oriental, exigia als seus subordinats del Litoral atacar Buenos Aires, enderrocar el Directori i reemplaçar-lo per autoritats disposades a combatre els portuguesos.
A l'octubre d'aquest any, l'armistici de Sant Llorenç va ser violat per les dues parts; un comboi de carretes amb armes que viatjava cap a Córdoba va ser interceptat pels santafesins, ja que possiblement aquestes armes serien usades per Bustos contra Santa Fe. La guerra es va reprendre; les forces de López van prendre la iniciativa i van envair el nord de la província de Buenos Aires, saquejant les estàncies per reposar el bestiar saquejat per les forces directorials en anys anteriors.
Rondeau va cridar peremptòriament a tots dos exèrcits al Litoral. Belgrano va accedir i va ordenar la marxa de l'Exèrcit del Nord cap a Buenos Aires, encara que va delegar el comandament en Francisco Fernández de la Cruz per raons de salut. Sant Martín, en canvi, va rebutjar l'ordre i va traslladar gairebé totes les seves forces a Xile, per organitzar la campanya al Perú.
El novembre de 1819, les forces romanents de l'Exèrcit del Nord a Tucumán es van revoltar, nomenant governador a Bernabé Aráoz, exgovernador i heroi de la batalla de Tucumán. En els primers dies de 1820 es va revoltar un dels pocs batallons que havia deixat San Martín a San Juan, iniciant la dissolució de la Intendència de Cuyo. El dia anterior, l'Exèrcit del Nord s'havia revoltat a Arequito, jurisdicció de Santa Fe, i (després expulsar el general Fernández de la Cruz i diversos oficials més) va tornar cap a Córdoba, amb la intenció de tornar al front contra els reialistes i no tornar a ficar-se en guerres civils.
Fins llavors, el Directori s'havia sostingut sobre l'autoritat que podien imposar l'Exèrcit del Nord, l'Exèrcit dels Andes i l'exèrcit acantonat a la capital; el seu suport al govern havia estat la principal garantia de la seva autoritat en les províncies interiors. A finals de gener de 1820, Rondeau ja no tenia autoritat alguna fora de la província de Buenos Aires, perquè no comptava amb més exèrcit que el de la capital. Al capdavant d'aquest últim, Rondeau va ser ràpida i contundentment derrotat el 1r de febrer a la batalla de Cepeda.
Els cabdills van marxar sobre Buenos Aires, exigint la dissolució del govern nacional i l'establiment d'un govern representatiu de la voluntat popular. El pànic es va apoderar de la ciutat, mentre les milícies portenyes recolzaven l'enderrocament de Rondeau. Poc després d'arribar de tornada a la ciutat, l'11 de febrer, Rondeau va presentar la seva renúncia davant el Cabildo. El Congrés va ser considerat dissolt i diversos dels diputats van ser arrestats, com així també Pueyrredón, Rondeau i altres personatges directorials.

## Les autonomies provincials i intents d'organització

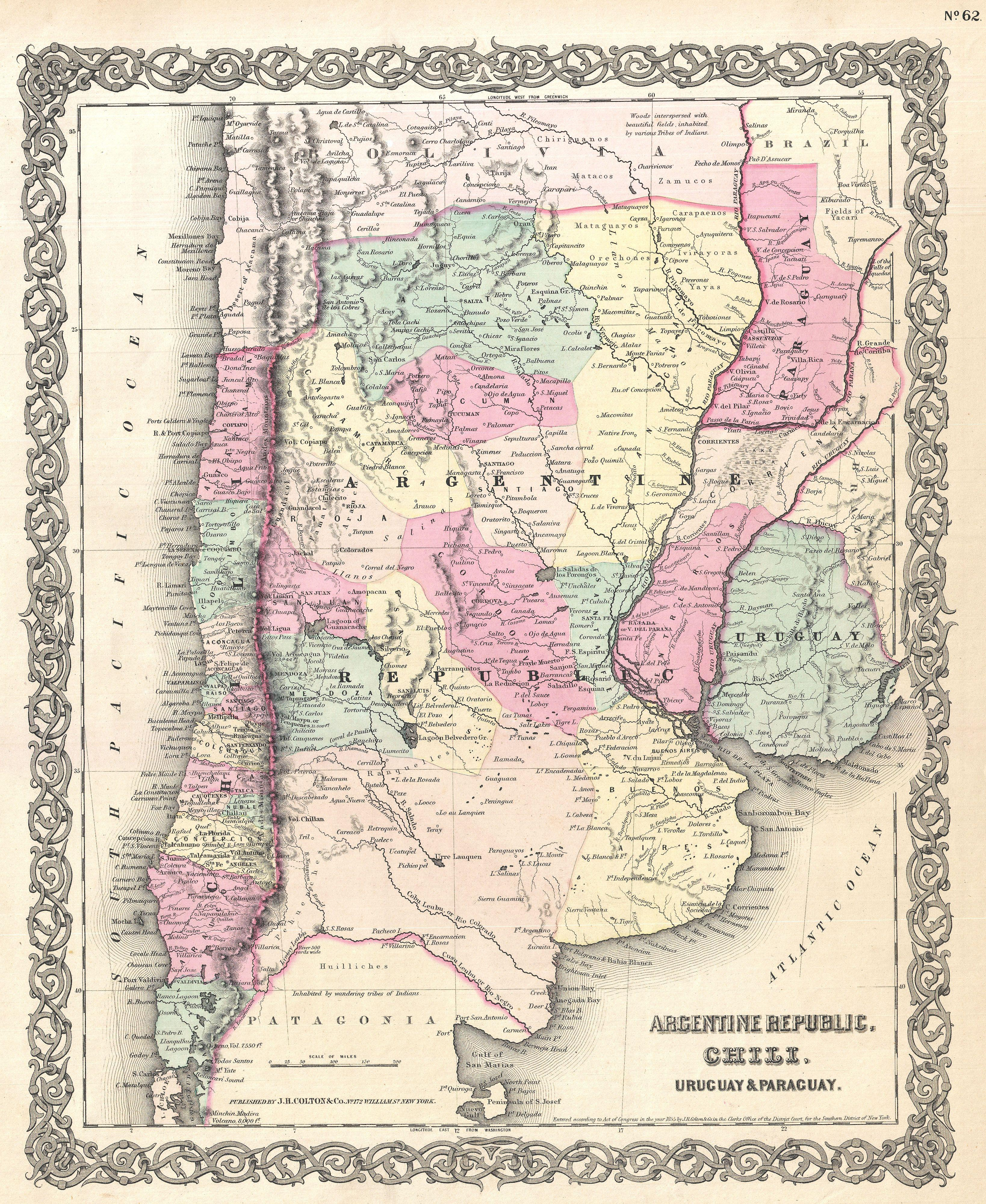
La República Argentina i els seus estats veïns cap el 1855

El govern central estava dissolt, i res el va reemplaçar. La província de Buenos Aires va triar el seu propi govern, sent imitada per totes les províncies que encara obeïen al Directori; a més, diverses ciutats es van separar de les capitals d'intendència, creant amb el seu territori noves províncies.
A l'Alto Perú no quedava pràcticament res dels Republiquetas; a la Banda Oriental, la batalla de Tacuarembó va decidir la derrota definitiva d'Artigas i la seva annexió al Regne de Portugal.
Però l'antiga metròpoli no va poder aprofitar l'oportunitat per a intentar una reconquesta de les Províncies Unides. La revolta de Rafael del Riego el 1r de gener de 1820 havia causat la dissolució de l'exèrcit destinat al Riu de la Plata. I, al seu torn, provocaria l'inici del Trienni Liberal a Espanya, un període durant el qual es va produir una profunda inestabilitat política que va debilitar els seus esforços en les guerres d'independència hispanoamericanes.
Buenos Aires i l'interior van patir l'Anarquia de l'Any XX, un període de complexos reordenaments polítics, territorials i fins i tot jurídics, que va desembocar en una molt relativa estabilitat entre les províncies. Cada província es va administrar a si mateixa, i en la majoria dels casos van haver de cedir el poder reial als cabdills, caps militars i polítics (generalment grans estanciers) que semblaven poder defensar les autonomies dels territoris del seu comandament. Les guerres civils entre cabdills (i posteriorment entre aquests i els governs centrals) van continuar durant altres seixanta anys. Els bàndols enfrontats s'identificarien posteriorment com els unitaris i federals, encara que en molts casos aquestes denominacions fossin artificials.
El país va canviar de nom. Al voltant de 1835 es va començar a anomenar «Confederació Argentina», i després de 1862 va adoptar el seu nom definitiu de «República Argentina».
Excepte per un breu període entre 1825 i 1827, l'Argentina va mancar per complet d'un govern central fins al 1853; aquest any es va sancionar una Constitució Nacional (en essència, la mateixa que regeix avui al país) però encara van haver de passar gairebé tres dècades més perquè el govern nacional fos reconegut universalment com a única font de poder a nivell nacional. El sistema polític resultant seria un compromís entre el federalisme i l'unitarisme; un govern federal que, a la pràctica, té un ampli (encara que no complet) control de les situacions provincials.
Malgrat totes aquestes vicissituds i dels perills que van aguaitar la seva unitat al llarg de la major part del segle xix, l'Argentina va aconseguir conservar la seva independència i la seva identitat com a nació.

## La societat i la Revolució

### La cultura en un període d'intensos canvis

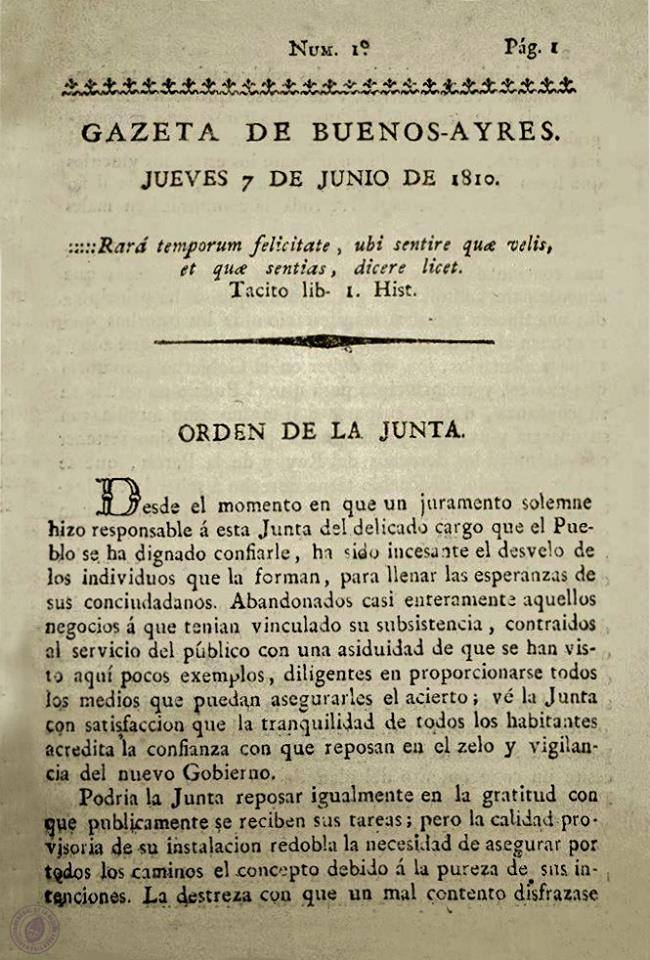
Primer número de la Gazeta de Buenos Ayres

L'educació primària estava en mans dels cabildos i de les parròquies; de la mateixa estaven exclosos els indígenes, els esclaus i (en la major part del territori) les dones. Una educació secundària més aviat elemental s'impartia en establiments religiosos de moltes de les ciutats de l'interior. Les excepcions més notables eren el Col·legi de Monserrat a Córdoba i el Col·legi de San Carlos a Buenos Aires; aquest últim havia estat profundament desorganitzat després de les Invasions Angleses, ja que el seu edifici s'havia destinat a caserna militar. No obstant això va seguir existint, sent les classes impartides en locals privats. Va ser reorganitzat com Col·legi de la Unió del Sud durant directori de Pueyrredón, tornant a un alt nivell d'ensenyament.
L'educació universitària depenia de la Universitat de Charcas, la millor de la regió en aquesta època, i alguns estudiants rioplatencs cursaven a la Universitat de San Marcos a Lima, o a la Universitat de San Felipe a Santiago de Xile. No obstant això, la interrupció de les relacions i comunicacions amb aquests territoris va deixar els estudis majors exclusivament en mans de la Universitat de Córdoba. La mateixa dictava les carreres de dret canònic i dret civil, aquest últim des de l'última dècada del segle xviii.
A Buenos Aires es van establir cases d'estudis tècnics, començant per una Acadèmia Militar de Matemàtiques i l'Acadèmia Nacional de Jurisprudència fundada per Manuel Antonio Castro, que ensenyava la pràctica forense sense aprofundir en les ciències jurídiques. També el Tribunal del Protomedicat, fundat a finals del segle xviii, dictava cursos de medicina pràctica, habilitant metges per a l'exercici professional.
Fins a finals del segle xviii no hi havia hagut cap mitjà de premsa al Riu de la Plata, i en els primers anys del segle xix només es van publicar tres diaris, tots de curta vida: el Telégrafo Mercantil, el Semanario de Agricultura, ambdós recolzats per Manuel Belgrano, i el Correo de Comercio, editat per aquest. Després de l'esclat de la Revolució, Mariano Moreno va editar la Gazeta de Buenos Ayres, obertament oficialista, i utilitzada per fer propaganda revolucionària. La seva lectura va ser declarada obligatòria per als capellans cap als seus feligresos durant els dies festius, després d'oficiada la missa. Aquest diari va existir durant tot el període de la independència, canviant de mà sota els successius governs; així, van ser els seus directors, entre d'altres, Mariano Moreno, Pedro José Agrelo, Bernardo de Monteagudo, Camilo Henríquez i Julián Álvarez.
Més tard hi va haver alguns altres diaris, tots de vida efímera, ja que no comptaven amb el suport oficial, com El Censor, Mártir o Libre, o El Americano. La seva pretensió de ser independents de l'absorbent política governamental els va condemnar a la ràpida desaparició. Més sort van tenir dues publicacions semioficials, El redactor de la Asamblea i El redactor del Congreso Nacional, que publicaven les discussions i decisions de l'Assemblea General Constituent i del Congrés de Tucumán, tant en el seu període nord com en la seva estada a Buenos Aires. L'última fulla oficialista va ser El Americano, un periòdic furiosament directorial i antifederal redactat per Pedro Feliciano Cavia.
La literatura anterior a les Invasions Angleses, per exemple les obres de teatre i poemes de Manuel José de Lavardén, s'inscrivien en el corrent neoclàssic, amb un marcat gust per temes preromàntics. La situació va canviar completament al produir-se la victòria bèl·lica, i sobtadament els temes patriòtics van dominar tota expressió artística. Sense abandonar l'estil neoclàssic, poetes com Esteban de Luca i Vicente López y Planas van publicar desenes d'obres dedicades als triomfs patris, tant abans com després de la Revolució de Maig. Aquests dos autors van competir per l'oficialització de les seves obres com la Marxa Patriòtica oficial a l'època de l'Assemblea Constituent, obtenint el triomf l'actual Himne Nacional Argentí, de López.
La historiografia va tenir una primera aparició amb l'Assaig de la Història civil del Paraguai, Buenos Aires i el Tucumán, del degà Gregorio Funes, aparegut entre 1816 i 1817.

### L'Església Catòlica i la Revolució

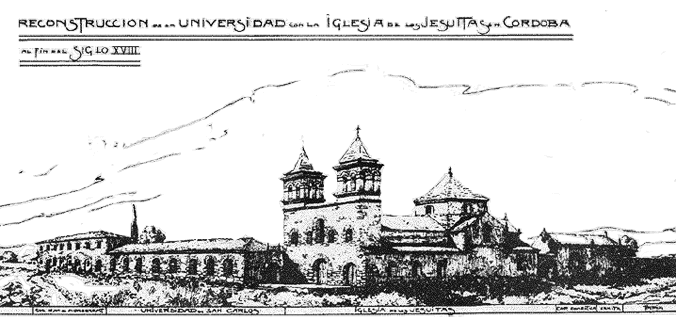
Vista de l'Illa Jesuítica al. Aquests edificis encara es conserven. A la cantonada s'observa l'església de la Companyia de Jesús. A continuació es destaquen l'antiga seu de la Universitat (actual museu i biblioteca major) i el Col·legi Monserrat

Gràcies a la cèlebre butlla del papa Pau III Sublimis Deus de 1537 que declara als indígenes «homes amb tots els efectes i capacitats de cristians», hi va haver un gran contrast entre la colonització espanyola, l'anglosaxona i francesa a Amèrica.
En l'Imperi Espanyol, la unitat social es concebia a través de la unitat de la Fe de l'Església catòlica, única religió permesa durant el període colonial. Aquesta estava regida pel Patronat d'Índies, que permetia a la Corona controlar tota activitat religiosa per mitjà del nomenament dels bisbes i administrava els seus ingressos, en particular els delmes. Fora d'aquesta institució, a la pràctica, la Corona prou feines podia controlar les instal·lacions d'ordes religioses, que mantenien una forta autonomia local; al seu torn, els bisbes controlaven la provisió de càrrecs eclesiàstics a les parròquies més importants, mentre els càrrecs secundaris i les parròquies menors i capelles eren controlades pels cabildos eclesiàstics. Aquests tenien un alt grau d'autonomia, especialment perquè eren els que governaven les diòcesis durant els vacants produïts per les morts dels bisbes; vacants que solien ser molt llargs, per les tardances provocades per la distància amb la Cort.
Des de la seva emancipació a partir de 1810, la Nació Argentina va estar influïda per dos corrents de pensament diferents:
- La racionalista, laïcista i il·lustrativa de Voltaire, que va sustentar la filosofia política de la Revolució Francesa[275] i que va influir per exemple en el degà Gregorio Funes a Córdoba.
- Una altra anterior, d'inspiració cristiana, influïda, d'una banda, per la doctrina del sacerdot jesuïta Francisco Suárez,[276] de l'Escola de Salamanca, que va pregonar que «l'autoritat és donada per Déu però no al rei sinó al poble»,[277] que va ser apresa a la Universitat jesuítica de Chuquisaca pels principals patriotes que van impulsar la Revolució de Maig; i de l'altra, per l'exemple de la Revolució Americana que, encara que va tenir altres orígens, el seu lema nacional és «In God we trust» (en anglès: «En Déu confiem»).[278]

En els primers temps de l'Argentina, Cornelio Saavedra, i després fra Cayetano Rodríguez, fra Francisco de Paula Castañeda, Pedro Ignacio de Castro Barros, General Manuel Belgrano, Esteban Agustín Gascón, Gregorio García de Tagle, entre d'altres, van ser grans defensors del pensament catòlic i de l'Església contra el anticatolicisme dels grups liderats primer per Mariano Moreno i Juan José Castelli, i després pel governant Bernardino Rivadavia que, el 1822 (entre altres mesures), va tancar diversos convents, es va apoderar de tots els béns que pertanyien als ordes religiosos, va confiscar els béns propis del Santuari de Luján, dels de la Germandat de Caritat, de l'Hospital de Santa Catalina i altres.

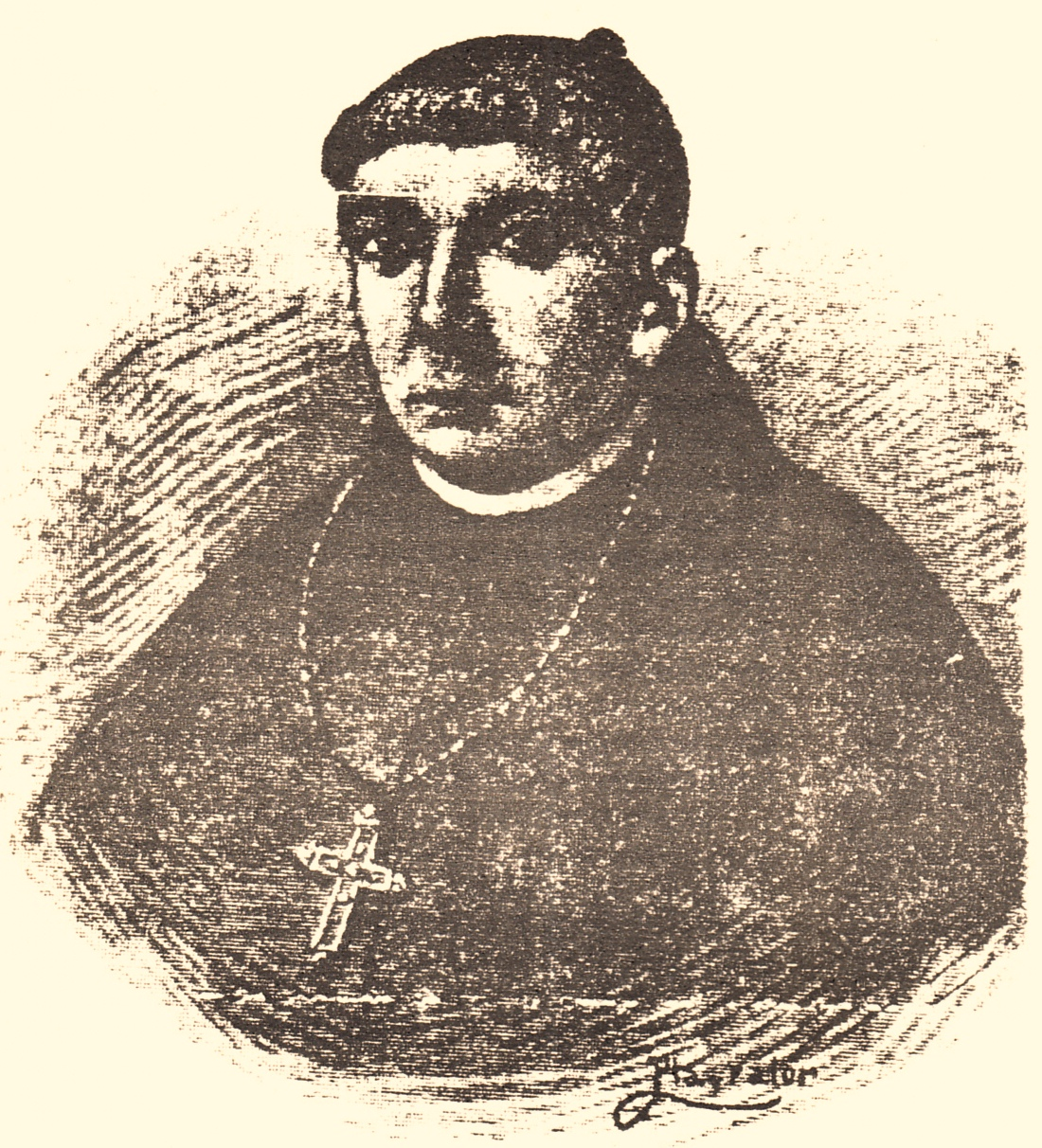
El bisbe de Buenos Aires, Benito Lué, va ser un destacat enemic de la independència de les Províncies Unides del Riu de la Plata

A l'actual Argentina havia tres diòcesi (les de Córdoba, Buenos Aires i Salta), totes elles dependents de l'Arxidiòcesi de Charcas.
A les províncies de l'actual Argentina, l'esclat de la Revolució de Maig va ser recolzat per la major part del clergat secular, mentre les ordes religioses van dividir la seva lleialtat entre els independentistes i els reialistes. A l'Alto Perú, en canvi, la major part del clergat (encara que una part important dels capellans de les poblacions rurals van ser independentistes) es van pronunciar per la causa del Rei. En gran part, aquesta opció va ser causada per la maldestra conducta de l'Exèrcit del Nord durant la primera expedició a aquesta regió, els oficials van ofendre el sentiment religiós amb actes de naturalesa anticlerical o almenys per la seva falta de cura en el respecte a les expressions religioses tradicionals.
Tot i que es van veure obligats a declamar lleialtat a les institucions revolucionàries, els tres bisbes de les diòcesis «d'avall» eren considerats reialistes. El bisbe de Buenos Aires, Benito Lué, s'havia manifestat en contra del desplaçament del virrei Cisneros; en conseqüència, se li va prohibir predicar en la seva pròpia catedral. El de Córdoba, Rodrigo de Orellana, havia estat un destacat dirigent de la Contrarevolució de Córdoba, pel que va ser confinat lluny de la seva seu; similar sort va córrer el de Salta, Nicolás Videla del Pino. Lué i Videla del Pino van morir durant el període, i Orellana va fugir a Espanya. El suport del Papa a la restauració absolutista va fer impossible tornar a cobrir aquests càrrecs, la qual cosa va permetre als governs (a través del control dels cabildos catedralicis) cobrir les vacants amb provisors dels bisbats de lleialtat provada a la nova nació. Amb el temps, aquest antecedent portaria als posteriors governs rioplatencs a reclamar pel regalisme, és a dir, el control estatal de l'activitat de l'Església.
Per la seva banda, els ordes religiosos, incomunicades amb els seus superiors a Espanya o a Roma, van haver de organitzar la seva pròpia jerarquia per al nou país, controlats a més per les autoritats nacionals en les seves activitats polítiques. Els capellans enemics de la Revolució (i tots els d'origen espanyol peninsular) van ser fortament limitats en les seves atribucions pel govern; molts van fugir a Espanya o van ser expulsats, i altres van abandonar els hàbits.
Sumats tots aquests processos a la desorganització religiosa que limitava l'ordenament de nous sacerdots i la disminució dels ingressos eclesiàstics, van portar a una notòria disminució en el nombre de sacerdots i religiosos; alguns convents que en anys anteriors havien estat servits per desenes de frares estaven pràcticament deserts a inicis de la dècada del 1820, i moltes places van romandre vacants per llargs períodes.
La incorporació de noves idees polítiques i culturals van comportar la disminució de la pietat tradicional en sectors dels grups dirigents. Molt particularment, l'aparició de la maçoneria va resultar en la difusió d'idees filosòfiques que contradeien les doctrines de l'Església; si bé la majoria dels maçons no es van manifestar obertament anticlericals, clarament els aspectes piadosos i disciplinaris de la religió catòlica li eren indiferents.

### El naixement de la política

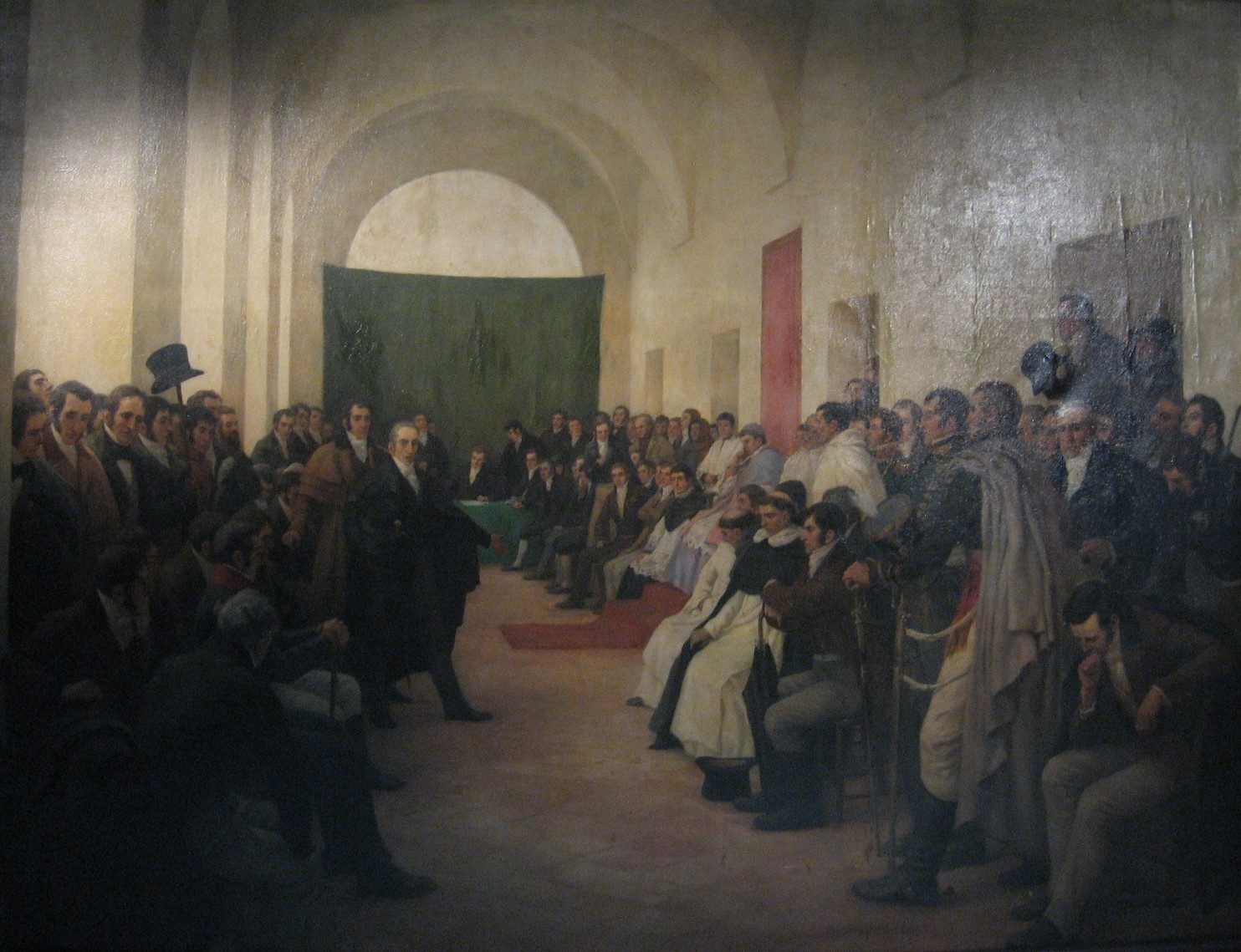
Més que els cabildos, el vincle entre les institucions colonials i la instauració de les autoritats revolucionàries van ser els cabildos oberts. A la imatge, el cabildo obert del 22 de maig de 1810 a Buenos Aires

Els enfrontaments interns i les guerres civils obeïen a la manca d'acords previs en els conceptes polítics més elementals. En efecte, des de la Revolució l'únic acord generalitzat entre dirigents i faccions va ser la necessitat de no tornar a la situació política prèvia. En essència, a la independència.
Tot i així, també van ser considerades altres possibilitats, plantejats en missions diplomàtiques enviades pels governs rioplatencs, com la dependència d'una altra potència que no fos Espanya, o la dependència del rei espanyol sota una constitució que limités l'absolutisme. No obstant això, aquests projectes no van tenir cap suport. Abans de la Revolució hi havia hagut administració pública, però no política en el sentit modern del terme. Els funcionaris colonials governaven en nom l'autoritat absoluta del Rei d'Espanya, i els cabildos es formaven per cooptació dins de les classes socials dominants; no actuaven en representació dels veïns, sinó que eren considerats una selecció dels funcionaris més capaços per exercir certes esferes imprescindibles d'administració pública local. En proclamar que governaven en nom dels pobles, els governs posteriors a la Revolució es veien obligats a definir en què consistien els conceptes pobles, poble, sobirania, llibertat, igualtat, etc. Els que no estaven d'acord amb les definicions establertes pels governs es convertien en adversaris polítics, i la manca de definició prèvia de les regles de joc polítiques portava sistemàticament a l'acció política al camp de les conspiracions, les revolucions i els enfrontaments bèl·lics.
En definitiva, la discussió central era sobre qui era el dipositari dels drets reassumits després de la ruptura de l'ordre polític colonial.
En efecte, els grups de pensament elitista sostenien que el poble estava format per un grup restringit de ciutadans i que, tot i entre els seus membres, no tots havien de tenir accés a l'acció política (és a dir, a triar i ser triats). Per la seva banda, els sectors més democràtics sostenien un concepte de poble molt més ampli, que involucrava a la majoria de la població i en el qual tots els seus membres eren electors i elegibles. Alguns grups estenien el concepte d'igualtat a la totalitat dels homes, incloent-hi els indígenes i els esclaus; tal va ser el cas dels artiguistes.
Aquest tipus de discussions va generar divisions dins dels grups dirigents de cada ciutat, sent especialment notables els enfrontaments a Buenos Aires, que van adquirir transcendència nacional.
La retroversió de la sobirania dels pobles amb què s'havia justificat la Revolució obria l'interrogant sobre qui eren aquests pobles; si les ciutats principals, si totes les ciutats, si s'incloïen a les viles, o si també s'incloïa a la població rural. D'altra banda, existia una discussió sobre la sobirania fraccionada en unitats menors o unificada en una sola nació sobirana. La situació especial de la ciutat de Buenos Aires, que reclamava per a ella una primacia sobre les altres ciutats en els cossos col·legiats nacionals per sobre de la seva representació numèrica, i pretenia a més exercir una tutela sobre certes comunitats impossibilitades per raons bèl·liques (o per la seva suposada inferioritat d'exercir la capacitat electiva), l'enfrontava a les comunitats que creien tenir els mateixos drets que la capital. En definitiva, l'ambició portenya d'imposar la seva guia a les províncies subordinades era conseqüència d'una visió localista, que predominava en totes les ciutats i províncies, amb la gran diferència que Buenos Aires tenia la possibilitat de reclamar la imposició de la seva localisme a tot el país subordinat a ella.
Sobre aquestes discussions va girar la base ideològica de l'enfrontament entre unitaris i federals.
Però, a més, en el conflicte entre unitaris i federals es superposaven les discussions sobre la formació del poble sobirà i l'organització centralitzada o centrípeta. Al llarg de la dècada següent se li sumaran la defensa d'interessos econòmics i personals, per després complicar-se encara més amb enfrontaments sobre doctrines econòmiques i tendències culturals. A tot això se suma la tendència dels seus dirigents i propagandistes a simplificar la identitat dels seus aliats i la dels seus enemics sota rètols que simularan una homogeneïtat que no existia més que en els desitjos dels seus publicistes. Aquestes intricades combinacions (fins i tot deixant de banda els casos coneguts de canvis de bàndol) tornen impossible definir amb exactitud qui formaven part cada un dels dos partits que dominarien la política durant mig segle.
Molts d'aquests conflictes ideològics s'anirien resolent amb molta lentitud al llarg de la major part del segle xix. Només l'experiència política dels grups dirigents i dels dirigits (que havia estat poc menys que nul·la al llarg de la dècada de la independència) i els acords entre posicions enfrontades portarien a finals del segle xix a una organització constitucional estable. No obstant això, el ple desenvolupament del concepte d'igualtat encara portaria moltes dècades més, i possiblement algunes d'aquestes discussions no han estat encara plenament resoltes.

### L'administració de justícia
La Reial Audiència de Buenos Aires (reemplaçats seus membres contrarevolucionaris per Vicente Anastasio Echevarría, José Darregueira i Pedro Medrano) va continuar exercint les funcions judicials durant el període de la Junta de Govern, i la justícia en primera instància seguia sent exercida pels cabildos. Amb excepció dels escassos canvis en la legislació aportats per l'Assemblea i el Congrés, també la jurisprudència utilitzada era la legislació colonial, encara que en alguns casos es va utilitzar un criteri innovador en la seva aplicació. Els successius reglaments polítics i de justícia es van esforçar a separar el poder judicial de l'Executiu, limitant-se en molts casos les funcions dels cabildos a exercir merament com tribunals judicials, deixant de banda les seves funcions polítiques.
El gener de 1812, el Primer Triumvirat va dissoldre la Reial Audiència, reemplaçant-la per una Cambra d'Apel·lacions de cinc membres, que duraven dos anys en els seus càrrecs. La innovació principal va ser l'assignació de funcions judicials als Alcaldes de Hermandad (Batlles de Germanor), que abans exercien només funcions policials, a les zones rurals. També es creava la institució d'Alçada per a l'administració de justícia a les províncies, formada pel governador i un Conjuez nomenat per cadascuna de les parts per a cada judici. Finalment, s'establia una Comissió de Justícia, per a dur endavant judicis sumaríssims en cas de delictes contra la propietat o la vida. Totes aquestes institucions enfortien la dependència política de la justícia respecte del govern.
L'Assemblea General Constituent i els primers Directors Suprems no semblen haver-li donat especial importància al poder judicial, donant-li una major independència de fet. L'Estatut Provisional de 1815 va confirmar l'existència de la Cambra d'Apel·lacions, a la qual va afegir la creació d'un Tribunal de Recursos Extraordinaris de Segona Suplicació, Nul·litat i Injustícia Notòria en cada cas que es presentessin recursos de tercera instància; encara que s'insistia en la independència de la justícia, aquest tribunal era format per cinc lletrats, nomenats pel director de l'Estat. Es van fer alguns avenços pel que fa a la garantia de defensa en judici, i es va confirmar l'aplicació de la legislació indiana a les causes civils i criminals.
Després de la Declaració de la Independència, el Reglament Provisori de desembre de 1817 confirmava les institucions judicials ja establertes. Sense perjudici d'insistir en la independència dels poders, el Director de l'Estat podia remoure als jutges per raons polítiques, amb l'única condició d'informar de les causes al Congrés. També es reservava la facultat de suspendre sentències, especialment en els judicis que comprometien fons de l'Estat.
L'Alta Cort de Justícia, que la seva formació va sancionar la Constitució de 1819, mai va arribar a formar-se.
En definitiva, tot i que el principi de separació de poders es va enunciar com un canvi fonamental respecte del sistema colonial, mai va arribar a ser aplicat en totalitat. La dependència del poder judicial respecte del poder executiu va ser la norma al llarg de tot el període.

### Els militars en el centre de l'escena política

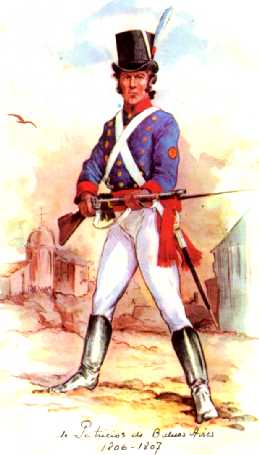
La Guerra de la Independència Argentina va portar als militars al centre de l'escena política durant el període de la Independència. Les guerres civils conservarien per a aquest sector una importància crucial durant gran part del

Des de la creació dels cossos de milícia locals després de les Invasions Angleses, la importància política dels militars va guanyar ràpidament un lloc privilegiat en la política portenya. La seva actuació durant el motí d'Álzaga i la Revolució de Maig va contribuir a portar als oficials a ser àrbitres en cada situació conflictiva. El cop militar d'octubre de 1812, que va acabar amb el Primer Triumvirat, va ser el primer dels actes pels quals l'Exèrcit (no en suport d'una mobilització popular o elitista, sinó per si mateix) va derrocar un govern nacional.
Ja des de l'època de la Primera Junta, els funcionaris nomenats com a governadors i tinents de governadors a les províncies i ciutats de l'interior van ser, en la seva gran majoria, caps militars. Amb poques excepcions, quan aquests van ser desplaçats per líders locals, els qui van prendre el control també van ser caps militars.
L'Exèrcit consumia la major part dels ingressos públics, i la solució dels seus problemes d'aprovisionament, reclutament i disciplina consumia les energies dels organismes administratius. De manera que l'Exèrcit va arribar a tenir una importància molt superior a la de qualsevol altra organització o estament social. Des de 1815, tots els directors suprems i gairebé tots els governadors van ser militars. La crisi causada pel no reconeixement de la independència va ser solucionada per via militar, i només molt accessòriament per mitjans diplomàtics; també les insurreccions polítiques a l'interior del país es van saldar amb mesures militars. Si unes poques vegades les negociacions polítiques entre fraccions van ser discutides en lloc de generar enfrontaments armats, els negociadors tenien en vista les seves posicions militars relatives durant les mateixes; cada vegada que el govern central es va considerar prou fort com per aixafar els seus enemics interns, va ignorar o violar els acords de pau.
Des dels principis mateixos de la Revolució, els joves van trobar a la carrera militar una font d'aventures, de prestigi i de realització personal, a més de sentir-se impulsats a servir a la defensa de la seva Pàtria. De manera que l'Exèrcit no va tenir problemes a reclutar oficials en quantitat suficient, i un percentatge molt alt dels joves de classe mitjana van ingressar a aquest.
En contrast, entre les classes baixes, el reclutament es va produir majoritàriament contra la voluntat dels afectats. També una alta proporció dels homes joves d'origen humil va ser reclutada als exèrcits i milícies. Els oficials de les milícies recolzaven la seva posició econòmica i política amb les tropes del seu comandament, que els era personalment lleial a canvi de la solució dels seus problemes personals i la influència que els seus caps podien exercir en favor dels subordinats.
Per antigues normatives, els habitants de les ciutats estaven obligats a prestar serveis militars, i va ser aquest grup el que va formar els primers exèrcits que van marxar a fronts de combat llunyans. Però aquestes mateixes normes establien també que els membres de les milícies locals no podien ser obligats a traslladar-se lluny de la seva ciutat, amb la qual cosa van aconseguir el traspàs de l'obligació de marxar al capdavant als milicians rurals, els serveis no estaven limitats geogràficament. D'altra banda, els oficials urbans tenien una forta tendència a protegir en certa manera als «cívics» a les seves ordres, que li servien de font de prestigi. La relativa pau que va existir amb els indígenes en aquest període va facilitar la mobilització dels gautxos a fronts llunyans, i la creixent importància de la cavalleria va fer que fossin considerats soldats molt valuosos per la seva experiència en el maneig de cavalls.
Els problemes per mobilitzar soldats per als exèrcits van ser solucionats, en part, amb la mobilització dels esclaus negres, als quals se'ls manumetia a canvi del servei militar. El servei militar dels negres era, en la pràctica, de durada indeterminada, de manera que el sistema no va significar, per si mateix, una modificació substancial del nombre de negres alliberats a la societat civil. En canvi, sí que va resultar en un debilitament de tot el sistema servil, que va ser desmuntat en gran manera en la primera dècada independent; la proporció d'esclaus a la població total va disminuir molt acceleradament, i poques dècades després ja no hi hauria gairebé esclaus a les Províncies Unides.

### L'economia al voltant de 1820
L'obertura al lliure comerç, moderadament iniciada pel virrei Cisneros i fermament sostinguda per tots els governs independents, tindria, a llarg termini, un efecte generalitzat a tot el territori de l'antic virregnat. No obstant això, a curt termini, l'efecte directe no va ser molt més enllà dels límits de la província de Buenos Aires i la Banda Oriental. La resta del país va quedar lligat als circuits comercials previs, centrats en els mercats de consum locals i la dependència dels mercats de l'Alto Perú, de Xile, i fins i tot del Paraguai.
Els circuits comercials tradicionals van quedar molt aviat dislocats; la pèrdua de l'Alto Perú va privar al Riu de la Plata del seu principal mercat consumidor i de la regió productora de metalls preciosos. Les economies de l'interior van quedar aïllades, i els seus sectors mercantils van deixar de complir el paper vinculant entre Buenos Aires i l'Alto Perú. Des del punt de vista econòmic, Córdoba havia estat més lligada pel seu comerç a l'Alto Perú i a Cuyo que a Buenos Aires. Cuyo, al seu torn, estava més a prop de Santiago de Xile que de la capital, i en general totes les províncies del nord depenien des de tot punt de vista a l'Alto Perú.
A mesura que les províncies de l'interior van començar a sentir els efectes de l'obertura al comerç mundial, es van pronunciar en contra de la mateixa, ja que perjudicava les seves economies internes. El procés revolucionari no va poder contenir les tensions que el poder borbònic havia mantingut ocult. Durant molts anys, les províncies de l'interior havien tolerat el centralisme de Buenos Aires sustentat en la legitimitat del Rei, però ara, la seva desaparició eliminava totes les raons perquè aquest malestar no sortís a la llum..
En canvi, a Buenos Aires i la Banda Oriental, el comerç transatlàntic va generar una ràpida expansió de la ramaderia bovina. La mateixa tenia, però, un seriós obstacle en la manca de treballadors, accentuada per la incorporació dels homes en edat laboral als exèrcits argentins. La manca de braços per a la ramaderia es va solucionar en part amb un procés de migració interna des de les províncies del nord-oest, que no hi hauria d'aturar-se en endavant.
A comanda dels productors ramaders, es va accentuar la pressió (que s'havia iniciat durant el virregnat) sobre els «dropos i malentretinguts», que eren incorporats a les files de l'exèrcit si no provaven estar empleats per alguna feina coneguda per mitjà de l'anomenada papereta de conchabo; si bé les raons esgrimides eren principalment morals, l'objectiu central era forçar la nombrosa població camperola itinerant a emprar-se al servei dels propietaris. No obstant això, la manca de mà d'obra va seguir sent un problema crònic, portant als propietaris a competir entre ells per la mateixa, el que va causar un ràpid augment dels salaris. Al costat de la baixada dels preus de productes de primera necessitat, aquest augment de salaris va generar una evident millora en les condicions materials de vida dels gautxos, en mesura molt similar a l'efecte que va tenir en les ciutats.

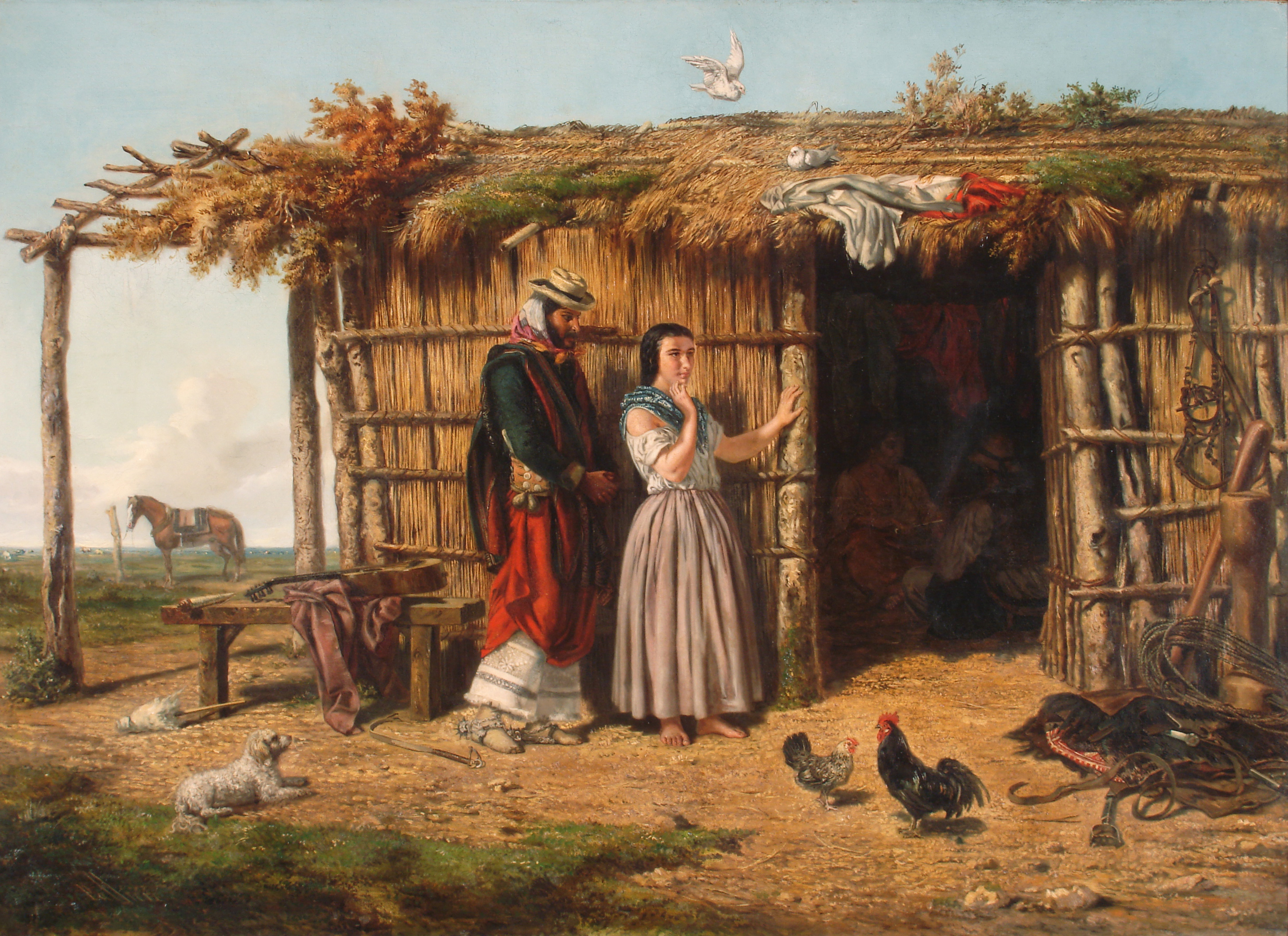
Idil·li crioll, de Pallière. Museu Nacional de Belles Arts de Buenos Aires
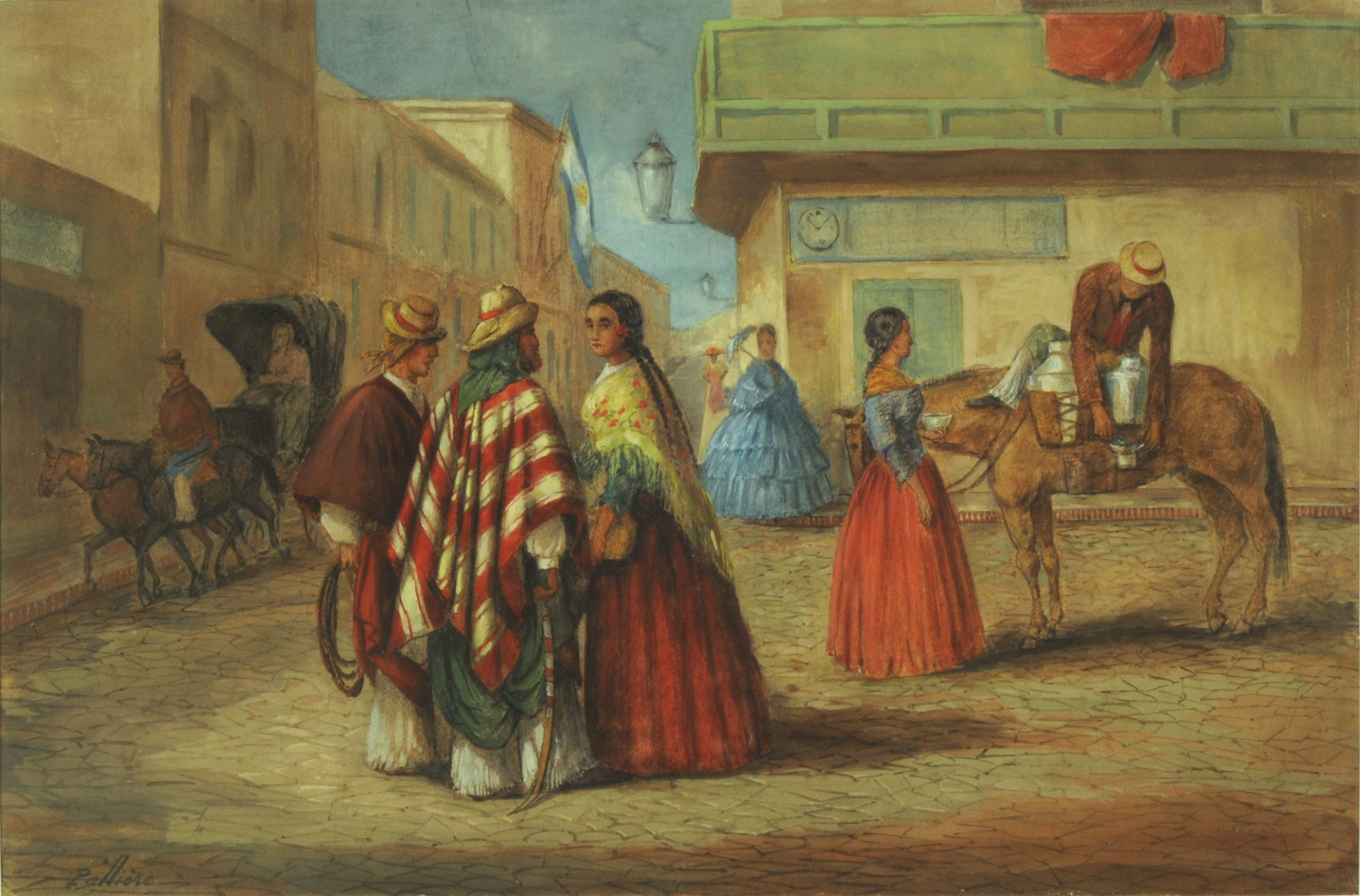
Cantonada portenya, de Pallière. Museu Nacional de Belles Arts de Buenos Aires

Cap a fins del període de la independència, l'economia de les províncies interiors estava devastada pels efectes de la guerra d'independència, de les guerres civils i del tancament dels mercats tradicionals. En contrast, l'economia portenya (i, encara que sota el poder portuguès, també la oriental) sentia els efectes benèfics de l'obertura comercial. L'aparició dels saladeros va marcar l'inici del cicle del tasajo i del cuir.
Però, encara en les regions més dinàmiques, la situació econòmica del país era molt feble; gairebé no tenia indústries, i les artesanies estaven en retrocés davant la competència europea, principalment britàniques. De manera que es va desenvolupar una relació de dependència econòmica de la Gran Bretanya, que a curt termini es va convertir en el principal comprador i venedor de les Províncies Unides.
L'estat havia d'enfrontar les despeses d'una burocràcia creixent i de la guerra d'independència; la contínua mancança de fons van ser solucionat amb mitjans extraordinaris, com ara limitacions de les despeses en sous, contribucions forçoses i confiscacions de béns als espanyols. De manera que les finances públiques van passar a dependre gairebé exclusivament dels impostos al comerç exterior, una característica que es perllongaria per més d'un segle. La pressió fiscal exercida sobre els comerciants va generar una baixa generalitzada dels nivells de guany dels comerciants més adinerats, que lentament van abandonar les seves activitats comercials, invertint principalment en terres dedicades a la ramaderia. El seu lloc en el comerç exterior va ser cobert per comerciants britànics.
El ràpid augment de la rendibilitat ramadera va produir una certa disminució de la producció agrícola. A això es va sumar un moviment de pressió per part dels ramaders per estendre els límits de la ramaderia, guanyant terres sobre la frontera amb els indígenes per incorporar-les a la ramaderia. Els avenços sobre territoris indígenes al sud serien una característica predominant en les dècades següents.